# Geschichten aus der Geschichte (Podcast)/Episodenliste
In dieser Episodenliste werden alle bisherigen Episoden des Formats Geschichten aus der Geschichte (Podcast) aufgeführt. Bei FGAGs handelt es sich um einen im Mai 2022 neu eingeführten Sonderepisodentyp, in denen Feedback zu bisherigen Folgen besprochen wird. Folgen, denen HBxx vorangestellt sind, sind Hörbuchfolgen, in denen je zwei Geschichten aus dem gleichnamigen Buch  der beiden Autoren vorgelesen werden.

## 2015
| Nr. | Datum      | Titel                                                   | Untertitel | Thema                                                                               | Dauer | Links     |
| --- | ---------- | ------------------------------------------------------- | --- | ----------------------------------------------------------------------------------- | ----- | --------- |
| 0   | 25.09.2015 | Jingle                                                  | Ein Jingle für Geschichten aus der Geschichte                                                                     |                                                                                     | 0:00  | Podcast • |
| 1   | 01.10.2015 | Vier Langobarden-Könige und ein Trinkbecher             | Eine Geschichte über den Langobardenkönig Alboin und seine Frau Rosamunde, die Tochter des Gepidenkönigs Kunimund | Alboin / Kunimund                                                                   | 0:18  | Podcast • |
| 2   | 05.10.2015 | Tatortschau mit Wiedererkennungswert                    | Eine Geschichte über Fingerabdrücke und die Anfänge der Biometrie                                                 | Biometrie / Fingerabdruck                                                           | 0:14  | Podcast • |
| 3   | 11.10.2015 | Fitness-Parcours für den Pharao                         | Eine Geschichte über Pharaonen, die ihre Regierungsfähigkeit regelmäßig unter Beweis stellen müssen               | Sedfest                                                                             | 0:13  | Podcast • |
| 4   | 18.10.2015 | Wellingtons Rache, oder: Ein Bein für ein Königreich    | Eine Geschichte über ein Bein, das zu einer Touristenattraktion wurde                                             | Bein von Lord Uxbridge / Koalitionskriege / Arthur Wellesley, 1. Duke of Wellington | 0:13  | Podcast • |
| 5   | 25.10.2015 | Lernen Sie Geschichte!                                  | Eine Geschichte über ein denkwürdiges Fernsehinterview mit Bruno Kreisky                                          | Bruno Kreisky / Bedeutung von Geschichtsforschung                                   | 0:17  | Podcast • |
| 6   | 01.11.2015 | Ada und die Pferdewetten                                | Eine Geschichte über Ada Lovelace und die Analytical Engine                                                       | Ada Lovelace / Analytical Engine                                                    | 0:16  | Podcast • |
| 7   | 08.11.2015 | Geteilte Habsburger                                     | Eine Geschichte über ein kaiserliches Bestattungsritual der besonderen Art                                        | Habsburger Bestattungsrituale (Getrennte Bestattung)                                | 0:13  | Podcast • |
| 8   | 16.11.2015 | Herr der Fliegen                                        | Eine Geschichte über eine Fliegenart und die Neuerfindung der Biologie                                            | Genetik / Drosophila melanogaster                                                   | 0:18  | Podcast • |
| 9   | 22.11.2015 | Wer den englischen Parlamentsbrand auf dem Kerbholz hat | Eine Geschichte über die Hintergründe des Parlamentsbrandes in London im Jahr 1834                                | Palace of Westminster                                                               | 0:19  | Podcast • |
| 10  | 30.11.2015 | Craigslist in der Frühen Neuzeit                        | Eine Geschichte über frühneuzeitliche Informationsvermittlung                                                     | Intelligenz-Comptoir                                                                | 0:19  | Podcast • |
| 11  | 06.12.2015 | Von Kindern und Kegeln                                  | Eine Geschichte über einen der bekanntesten Kegel der Geschichte                                                  | Juan de Austria                                                                     | 0:22  | Podcast • |
| 12  | 13.12.2015 | Ein Kaiser, ein Gott, viele Todesfälle                  | Eine Geschichte über einen besonderen römischen Kaiser                                                            | Römische Kaiser / Elagabal                                                          | 0:27  | Podcast • |
| 13  | 20.12.2015 | Ein Spionagefall erschüttert die Habsburger Monarchie   | Eine Geschichte über einen Spion und seine Enttarnung                                                             | Alfred Redl                                                                         | 0:29  | Podcast • |
| 14  | 28.12.2015 | Ein englisches Atlantis                                 | Eine Geschichte über ein kleines Dorf, das mal eine Stadt war                                                     | Dunwich (Suffolk)#Kunstprojekt Lost Town                                            | 0:19  | Podcast • |

## 2016
| Nr. | Datum      | Titel                                                                      | Untertitel                                                                                       | Thema                                                                              | Dauer | Links     |
| --- | ---------- | -------------------------------------------------------------------------- | ------------------------------------------------------------------------------------------------ | ---------------------------------------------------------------------------------- | ----- | --------- |
| 15  | 03.01.2016 | Das Mailüfterl                                                             | Eine Geschichte über die Anfänge der Computertechnik in Österreich                               | Mailüfterl                                                                         | 0:20  | Podcast • |
| 16  | 10.01.2016 | Ton, Steine, Scherben oder wie Rom sich einen achten Hügel baute           | Eine Geschichte in das antike Rom über einen lange Zeit vergessenen Hügel                        | Monte Testaccio                                                                    | 0:21  | Podcast • |
| 17  | 17.01.2016 | Eine Urkunde, ein Zeltlager und eine Fälschung                             | Eine Geschichte über den kleinen und großen Freiheitsbrief                                       | Privilegium Maius / Privilegium minus                                              | 0:22  | Podcast • |
| 18  | 24.01.2016 | Wie Russland den Bart verlor                                               | Eine Geschichte über die Bartsteuer und ihre Geschichte                                          | Peter der Große#Kultur und Wissenschaften                                          | 0:24  | Podcast • |
| 19  | 01.02.2016 | Wenn ein Wissenschaftler an Drachen glaubt                                 | Eine Geschichte über einen Paläontologen und seine Geschichte                                    | Edgar Dacqué / Paläontologie                                                       | 0:23  | Podcast • |
| 20  | 08.02.2016 | Von Drachenknochen und Schildkrötenorakeln                                 | Eine Geschichte über die Geschichte Chinas                                                       | Orakelknochen / Xiaotun (Xijiao)                                                   | 0:26  | Podcast • |
| 21  | 15.02.2016 | Von der Erfindung der Einbauküche                                          | Eine Geschichte über die Geschichte der Frankfurter Küche                                        | Margarete Schütte-Lihotzky / Frankfurter Küche                                     | 0:23  | Podcast • |
| 22  | 22.02.2016 | Vom Goldjungen zum Staatsgefangenen                                        | Eine Geschichte über die Herstellung von Gold und Porzellan                                      | Johann Friedrich Böttger / Porzellan#Die Erfindung des europäischen Hartporzellans | 0:25  | Podcast • |
| 23  | 29.02.2016 | Ziemlich beste Feindschaft oder Die Anfänge der Bakteriologie              | Eine Geschichte über die Rivalität zweier Wissenschaftler                                        | Robert Koch / Louis Pasteur / Bakteriologie                                        | 0:25  | Podcast • |
| 24  | 07.03.2016 | A French Connection, zum Scheitern verurteilt                              | Eine Geschichte über eine gescheiterte Verschwörung                                              | Marie-Joseph Motier, Marquis de La Fayette                                         | 0:28  | Podcast • |
| 25  | 14.03.2016 | Eine kaiserliche Bibliothek des Menschengeschlechts                        | Eine Geschichte über den ersten kaiserlichen Bibliothekar                                        | Hugo Blotius / Österreichische Nationalbibliothek                                  | 0:20  | Podcast • |
| 26  | 21.03.2016 | Wie der Champagner zu seinen Bläschen kam                                  | Eine Geschichte über die Erfindung einer Weltmarke                                               | Champagner                                                                         | 0:21  | Podcast • |
| 27  | 29.03.2016 | Die Rote Zora und ihre Vorfahren                                           | Eine Geschichte über die Geschichte der Uskoken                                                  | Uskoken / Piraterie / Die rote Zora und ihre Bande                                 | 0:27  | Podcast • |
| 28  | 04.04.2016 | Von Appenzellern, Bregenzern und einer Frau namens Guta                    | Eine Geschichte über die Geschichte Vorarlbergs                                                  | Appenzellerkriege                                                                  | 0:25  | Podcast • |
| 29  | 11.04.2016 | Ein Müller in den Fängen der Inquisition                                   | Eine Geschichte über Käse und Würmer                                                             | Menocchio / Inquisition                                                            | 0:28  | Podcast • |
| 30  | 18.04.2016 | Wie die Zeit zu unserer Zeit wurde                                         | Eine Geschichte über die Zeit                                                                    | Zeitmessung                                                                        | 0:26  | Podcast • |
| 31  | 25.04.2016 | Blitzkrieg im Fußballstadion                                               | Eine Geschichte zur Geschichte des Fußballs                                                      | Fußball                                                                            | 0:31  | Podcast • |
| 32  | 03.05.2016 | Henry Gunther                                                              | Eine Geschichte über einen Soldaten im 1. Weltkrieg                                              | Henry Nicholas Gunther / Erster Weltkrieg                                          | 0:21  | Podcast • |
| 33  | 09.05.2016 | Curta – eine Rechenmaschine und ihre Geschichte                            | Eine Geschichte über einen Rechenapparat vor Erfindung des Taschenrechners                       | Curta                                                                              | 0:28  | Podcast • |
| 34  | 17.05.2016 | Tee, Silber und Rauschmittel                                               | Eine Geschichte über Kolonialgeschichte                                                          | Kolonialismus / Tee                                                                | 0:28  | Podcast • |
| 35  | 23.05.2016 | Magia Posthuma – Vampirismus in Zeiten der Aufklärung                      | Eine Geschichte über Untote und Wiedergänger                                                     | Gerard van Swieten / Vampirismus / Untoter                                         | 0:27  | Podcast • |
| 36  | 30.05.2016 | Eine sehr kurze Geschichte des Deodorants                                  | Eine Geschichte über Marketingstrategien und ihre Konsequenzen                                   | Deodorant / Marketing                                                              | 0:24  | Podcast • |
| 37  | 06.06.2016 | Eine Reise um die Welt                                                     | Eine Geschichte über Kolonialismus und Weltumrundungen                                           | Ida Pfeiffer / Kolonialismus                                                       | 0:26  | Podcast • |
| 38  | 13.06.2016 | Eine kurze Geschichte der Leibeigenschaft                                  | Eine Geschichte über die Merowinger                                                              | Leibeigenschaft / Merowinger / Rauching                                            | 0:32  | Podcast • |
| 39  | 20.06.2016 | Die Legion Erzengel Michael und Corneliu Codreanu                          | Eine Geschichte über Faschismus in Rumänien                                                      | Corneliu Zelea Codreanu / Eiserne Garde                                            | 0:25  | Podcast • |
| 40  | 27.06.2016 | Über den Ursprung der Seidenstraße                                         | Eine Geschichte über eine legendäre Handelsroute                                                 | Seidenstraße                                                                       | 0:27  | Podcast • |
| 41  | 04.07.2016 | Der Wiener Kreis und die Ermordung von Moritz Schlick                      | Eine Geschichte über Österreich in der Zwischenkriegszeit                                        | Moritz Schlick / Wiener Kreis                                                      | 0:30  | Podcast • |
| 42  | 12.07.2016 | The City of Roses – Ein Rosengarten für Portland                           | Eine Geschichte über einen Blumengarten und seine Geschichte                                     | International Rose Test Garden / Portland (Oregon)                                 | 0:25  | Podcast • |
| 43  | 20.07.2016 | Josef Eisemann, Seiltänzer in Wien                                         | Eine Geschichte über das tragische Ende eines Hochseilakrobaten und seiner Tochter               | Josef Eisemann / Seiltanz                                                          | 0:26  | Podcast • |
| 44  | 25.07.2016 | Eine kurze Geschichte der Süßigkeiten                                      | Sweets for my sweet, sugar for my honey                                                          | Süßware                                                                            | 0:31  | Podcast • |
| 45  | 02.08.2016 | Zwentendorf – Das sicherste Kernkraftwerk der Welt                         | Eine Geschichte über die Anfänge der Grünen-Bewegung in Österreich                               | Kernkraftwerk Zwentendorf                                                          | 0:24  | Podcast • |
| 46  | 09.08.2016 | Aufstieg und Fall der Republik Ragusa                                      | Eine Geschichte über einen kleinen Stadtstaat und seine Geschichte                               | Ragusa                                                                             | 0:28  | Podcast • |
| 47  | 17.08.2016 | Die Schwabenkinder und ihre Geschichte                                     | Eine Geschichte über Kinderarbeit und Arbeitsmigration                                           | Schwabenkinder                                                                     | 0:23  | Podcast • |
| 48  | 25.08.2016 | George Ansons katastrophale Expedition – und ihre Folgen                   | Eine Geschichte über die Geschichte von Skorbut                                                  | George Anson, 1. Baron Anson / Skorbut                                             | 0:41  | Podcast • |
| 49  | 31.08.2016 | Der »Dig Tree« und die erste Durchquerung Australiens                      | Eine Geschichte über eine tragische Expedition durch Australien                                  | Expedition von Burke und Wills                                                     | 0:26  | Podcast • |
| 50  | 07.09.2016 | Ossian, ein altgälisches Epos wie keines davor                             | Eine Geschichte über einen bemerkenswerten Betrugsfall der Literaturgeschichte                   | James Macpherson / Ossian                                                          | 0:26  | Podcast • |
| 51  | 14.09.2016 | Eine kurze Geschichte der Rhythmologie und der Erforschung des Herzens     | Eine Geschichte über Medizingeschichte                                                           | Rhythmologie                                                                       | 0:25  | Podcast • |
| 52  | 20.09.2016 | Die Geschichte der Annie Londonderry, „New Woman“ und Fahrradweltreisende  | Eine Geschichte über eine Weltumrundung                                                          | Annie Londonderry / Neue Frau (Feminismus)                                         | 0:41  | Podcast • |
| 53  | 28.09.2016 | Ein Verrat und ein langer Strich auf der Berliner Mauer                    | Eine Geschichte über zwei Brüder und eine außergewöhnliche Kunstaktion                           | Deutsche Demokratische Republik / Berliner Mauer / Kunstaktion „Striche Ziehen“    | 0:35  | Podcast • |
| 54  | 05.10.2016 | Die erste Rektorin einer deutschen Universität                             | Ein biographischer Zeitsprung über Lieselott Herforth                                            | Lieselott Herforth                                                                 | 0:24  | Podcast • |
| 55  | 12.10.2016 | Der letzte Kammerdiener des alten Kaisers                                  | Eine Geschichte über Eugen Ketterl und Franz Joseph I.                                           | Eugen Ketterl                                                                      | 0:38  | Podcast • |
| 56  | 19.10.2016 | Piggly Wiggly und die Geschichte des Supermarkts                           | Eine Geschichte zur Geschichte von Drehkreuzen und Massenkonsum                                  | Piggly Wiggly / Vereinzelungsanlage                                                | 0:29  | Podcast • |
| 57  | 26.10.2016 | Von Grabtüchern, Knochen und wieder mal Venedig                            | Eine Geschichte über die Reliquien des Hl. Markus                                                | Reliquie / Markus                                                                  | 0:31  | Podcast • |
| 58  | 02.11.2016 | Londoner Kutschenstreit                                                    | Eine Geschichte über das Gesandtschaftszeremoniell in der Frühen Neuzeit                         | Londoner Kutschenstreit                                                            | 0:23  | Podcast • |
| 59  | 09.11.2016 | The Lost Colony                                                            | Eine Geschichte über die ersten missglückten Versuche Englands, die heutigen USA zu kolonisieren | Roanoke (Kolonie) / Walter Raleigh                                                 | 0:36  | Podcast • |
| 60  | 16.11.2016 | Wie das Essengehen erfunden wurde                                          | Eine Geschichte über Restaurants, Speisekarten und arbeitslose Köche                             | Restaurant                                                                         | 0:31  | Podcast • |
| 61  | 23.11.2016 | Die niederländische „Tulpenmanie“ (und warum sie gar nicht so schlimm war) | Eine Geschichte über eine geplatzte Spekulationsblase in der Frühen Neuzeit                      | Tulpenmanie                                                                        | 0:35  | Podcast • |
| 62  | 30.11.2016 | Eine kurze Geschichte der Rollschuhe und des Rollschuhfahrens              | Eine Geschichte über Erdschlittschuhe und Fersenroller                                           | James Leonard Plimpton / Rollschuh                                                 | 0:26  | Podcast • |
| 63  | 07.12.2016 | Konstantin und die Janitscharen                                            | Eine Geschichte über eine Eliteeinheit des osmanischen Heeres                                    | Konstantin aus Ostrovitza / Janitscharen                                           | 0:37  | Podcast • |
| 64  | 14.12.2016 | Paul Dirac und die Schönheit der Mathematik                                | Eine Geschichte über einen Pionier der Quantenphysik                                             | Paul Dirac / Quantenphysik / Dirac-Gleichung                                       | 0:36  | Podcast • |
| 65  | 21.12.2016 | Die Erfindung des diamantenen Verlobungsrings                              | Diamonds are Forever!                                                                            | Verlobungsring / De Beers                                                          | 0:33  | Podcast • |
| 66  | 28.12.2016 | Der Aufstieg Hamburgs – Fake it ’til you make it                           | Eine Geschichte über Stadtgeschichte und gefälschte Urkunden                                     | Geschichte Hamburgs                                                                | 0:33  | Podcast • |

## 2017
| Nr. | Datum      | Titel                                                                                           | Untertitel | Thema                                                                             | Dauer | Links     |
| --- | ---------- | ----------------------------------------------------------------------------------------------- | --- | --------------------------------------------------------------------------------- | ----- | --------- |
| 67  | 04.01.2017 | Palladio, der erfolgreichste Architekt aller Zeiten                                             | Eine Geschichte über Architekturgeschichte                                                                                        | Andrea Palladio                                                                   | 0:29  | Podcast • |
| 68  | 11.01.2017 | Eine ganz kleine Geschichte der Mikroskopie                                                     | Eine Geschichte über Antoni van Leeuwenhoek                                                                                       | Antoni van Leeuwenhoek / Mikroskop                                                | 0:34  | Podcast • |
| 69  | 18.01.2017 | Die Boston Melasse Katastrophe                                                                  | Eine Geschichte über tödlichen Sirup                                                                                              | Melassekatastrophe von Boston                                                     | 0:31  | Podcast • |
| 70  | 25.01.2017 | Die Würzburger Lügensteine                                                                      | Eine Geschichte über die berühmteste Fossilienfälschungsgeschichte der Welt                                                       | Würzburger Lügensteine                                                            | 0:33  | Podcast • |
| 71  | 01.02.2017 | Wie die Kartoffel nach Europa kam (und alles veränderte)                                        | Eine Geschichte über Erdäpfel und Grundbirnen                                                                                     | Kartoffel / Friedrich der Große                                                   | 0:43  | Podcast • |
| 72  | 08.02.2017 | Phantominseln                                                                                   | Eine Geschichte über Inseln, die es nicht gibt                                                                                    | Phantominsel                                                                      | 0:25  | Podcast • |
| 73  | 15.01.2017 | Ludwig XIV. und seine pikante Operation                                                         | Eine Geschichte über die Krankengeschichte des Sonnenkönigs                                                                       | Ludwig XIV.                                                                       | 0:38  | Podcast • |
| 74  | 22.02.2017 | Die Bonnot-Bande und die Erfindung des Fluchtautos                                              | Eine Geschichte über Anarchismus und Illegalismus                                                                                 | Bonnot-Bande / Anarchismus                                                        | 0:35  | Podcast • |
| 75  | 01.03.2017 | Sobhuza II., König von Swaziland                                                                | Eine Geschichte über den Monarchen mit der längsten Amtszeit                                                                      | Sobhuza II. / Eswatini                                                            | 0:36  | Podcast • |
| 76  | 08.03.2017 | Holdouts – Japans vergessene Soldaten                                                           | Eine Geschichte über Yokoi Shōichi und Onoda Hirō                                                                                 | Yokoi Shōichi / Onoda Hirō / Holdout (Japanische Soldaten)                        | 0:40  | Podcast • |
| 77  | 15.03.2017 | Der Augsburger Kalenderstreit: Folgen eines tatsächlichen Zeitsprungs                           | Eine Geschichte über die Gregorianische Kalenderreform                                                                            | Gregorianischer Kalender                                                          | 0:41  | Podcast • |
| 78  | 22.03.2017 | Eine kurze Geschichte der Sommerzeit                                                            | Eine Geschichte über die saisonale Zeitumstellung                                                                                 | Sommerzeit                                                                        | 0:37  | Podcast • |
| 79  | 29.03.2017 | Das Rolandslied – über Heldentaten, Karl den Großen und Kreuzzugspropaganda                     | Eine Geschichte über ein Epos und seine Geschichte                                                                                | Rolandslied / Kreuzzug                                                            | 0:48  | Podcast • |
| 80  | 05.04.2017 | Eine Kirche auf dem Dachboden – Reformation und das Goldene Zeitalter in den Niederlanden       | Eine Geschichte über Toleranz und wie sie die Niederlande aufblühen ließ                                                          | Museum Ons’ Lieve Heer op Solder                                                  | 0:30  | Podcast • |
| 81  | 12.04.2017 | Eine kurze Geschichte des Essbestecks (aber ohne Löffel)                                        | Eine Geschichte übers Kochen und Essen                                                                                            | Essbesteck                                                                        | 0:47  | Podcast • |
| 82  | 19.04.2017 | Victor Gruen und die Erfindung des Einkaufszentrums                                             | Eine Geschichte über Konsumgeschichte                                                                                             | Victor Gruen / Einkaufszentrum                                                    | 0:40  | Podcast • |
| 83  | 26.04.2017 | 100 Jahre vor der Reformation – Jan Hus und die Hussitenkriege                                  | Eine Geschichte über die Geschichte Prags und Böhmens                                                                             | Jan Hus / Hussitenkriege / Prag / Böhmen                                          | 0:49  | Podcast • |
| 84  | 03.05.2017 | Eine kleine Geschichte des Klimas und des Klimawandels                                          | Eine Geschichte über die Mittelalterliche Warmzeit und die Kleine Eiszeit                                                         | Klima / Klimawandel / Mittelalterliche Klimaanomalie / Kleine Eiszeit             | 0:43  | Podcast • |
| 85  | 10.05.2017 | Ein Arm, ein Hai, ein Kriminalfall                                                              | Eine Geschichte über einen außergewöhnlichen Mordfall                                                                             | Hai-Arm-Fall                                                                      | 0:28  | Podcast • |
| 86  | 17.05.2017 | Sabbatai Zwi – Der falsche Messias                                                              | Eine Geschichte über Sabbatianismus und jüdische Kabbala                                                                          | Schabbtai Zvi / Kabbala                                                           | 0:26  | Podcast • |
| 87  | 24.05.2017 | Die Einführung von Freigeld und das Wunder von Wörgl                                            | Eine Geschichte über Schwundgeld                                                                                                  | Freiwirtschaft / Umlaufgesichertes Geld / Wörgler Schwundgeld                     | 0:38  | Podcast • |
| 88  | 31.05.2017 | Von der Tanzwut und ihrer (wahrscheinlichen) Ursache                                            | Eine Geschichte über tanzende Raserei im Mittelalter                                                                              | Tanzwut                                                                           | 0:45  | Podcast • |
| 89  | 07.06.2017 | Seelenkonskription – die Anfänge der modernen Volkszählungen                                    | Eine Geschichte über die Ordnung der Häuser und Beschreibung der Seelen                                                           | Volkszählung in Österreich#Zählungen in der Monarchie bis 1918                    | 0:45  | Podcast • |
| 90  | 14.06.2017 | Aufstieg und Fall des Roger Casement                                                            | Eine Geschichte über Menschenrechte, die Freiheit Irlands und ein kontroversielles Tagebuch                                       | Roger Casement / Irland / Menschenrechtsbewegung                                  | 1:01  | Podcast • |
| 91  | 21.06.2017 | Jan van Eyck – Der König unter den Malern und die Erfindung des Gemäldes                        | Eine Geschichte über Kunstgeschichte                                                                                              | Jan van Eyck / Kunstgeschichte                                                    | 0:30  | Podcast • |
| 92  | 28.06.2017 | Die Geschichte der Typhoid Mary                                                                 | Eine Geschichte über Typhus, eine Köchin und die frühe Bakteriologie                                                              | Mary Mallon / Bakteriologie                                                       | 0:36  | Podcast • |
| 93  | 05.07.2017 | Das Geheimnis des Lebens – Wie es zur Entdeckung der Doppelhelix kam                            | Eine Geschichte über Wissenschaftsgeschichte                                                                                      | Doppelhelix / Desoxyribonukleinsäure / James Watson / Francis Crick               | 0:48  | Podcast • |
| 94  | 12.07.2017 | Wer zittert nicht vor den Mohocks?                                                              | Eine Geschichte über eine Bande im London des 18. Jahrhunderts                                                                    | Mohocks / London                                                                  | 0:40  | Podcast • |
| 95  | 19.07.2017 | Der Aufstieg des Jakob Fugger                                                                   | Eine Geschichte über die reichste Privatperson der Geschichte                                                                     | Jakob Fugger                                                                      | 0:44  | Podcast • |
| 96  | 26.07.2017 | Von der Entstehung des Croissants und anderen kulinarischen Mythen                              | Eine Geschichte über das Croissant und andere legendäre Speisen                                                                   | Croissant                                                                         | 0:42  | Podcast • |
| 97  | 02.08.2017 | Neutral-Moresnet – Ein Niemandsland mitten in Europa                                            | Eine Geschichte über eine Mikronation in Form eines Tortenstücks                                                                  | Neutral-Moresnet / Mikronation                                                    | 0:34  | Podcast • |
| 98  | 09.08.2017 | Über Schoßhunde und gierige Affen                                                               | Eine Geschichte über die nicht ganz so nützlichen, aber dann doch sinnvollen Tiere                                                | Heimtier                                                                          | 0:37  | Podcast • |
| 99  | 16.08.2017 | Ignaz Semmelweis und die Bekämpfung des Kindbettfiebers                                         | Eine Geschichte über die Entstehung der modernen Medizin                                                                          | Ignaz Semmelweis / Kindbettfieber                                                 | 0:38  | Podcast • |
| 100 | 23.08.2017 | Der Fall der „Mignonette“ und seine Folgen                                                      | Eine Geschichte über Kannibalismus auf See                                                                                        | Kannibalismus                                                                     | 0:49  | Podcast • |
| 101 | 30.08.2017 | Leon Theremin – Was die Anfänge der elektronischen Musik mit Überwachungstechniken zu tun haben | Eine Geschichte über das wechselhafte Leben eines Erfinders                                                                       | Leon Theremin / Theremin / Elektronische Musik                                    | 0:50  | Podcast • |
| 102 | 06.09.2017 | Ein Picknick, das die Welt verändert                                                            | Eine Geschichte über ein Picknick und eine kurzzeitige Grenzöffnung                                                               | Paneuropäisches Picknick                                                          | 0:34  | Podcast • |
| 103 | 13.09.2017 | Demoskopie – eine kurze Geschichte der (politischen) Meinungsforschung                          | Eine Geschichte über die Geschichte der Sonntagsfrage                                                                             | Meinungsforschung / Sonntagsfrage / George Gallup                                 | 0:51  | Podcast • |
| 104 | 20.09.2017 | Crécy – Chronik eines Versagens                                                                 | Eine Geschichte über militärisches Versagen                                                                                       | Schlacht bei Crécy                                                                | 0:48  | Podcast • |
| 105 | 27.09.2017 | Skanderbeg – Ein neuer Alexander und seine Bedeutung für die Geschichte Albaniens               | Eine Geschichte über die Geschichte Albaniens im Spätmittelalter                                                                  | Skanderbeg / Albanien                                                             | 0:30  | Podcast • |
| 106 | 04.10.2017 | Das Darién-Projekt und seine Folgen                                                             | Eine Geschichte über einen Kolonialisierungsversuch der Schotten                                                                  | Darién-Projekt                                                                    | 0:45  | Podcast • |
| 107 | 11.10.2017 | Eine kurze Geschichte der Guillotine                                                            | Eine Geschichte über die Französische Revolution                                                                                  | Guillotine / Französische Revolution                                              | 0:34  | Podcast • |
| 108 | 18.10.2017 | Der Paderborner Kaffeelärm                                                                      | Eine Geschichte über Kaffee und was ein Verbot dessen auslösen kann                                                               |                                                                                   | 0:36  | Podcast • |
| 109 | 25.10.2017 | Der Lotterieaufstand in Albanien                                                                | Eine Geschichte über die Folgen des Zusammenbruchs von Pyramidensystemen in den 1990er Jahren                                     | Lotterieaufstand                                                                  | 0:47  | Podcast • |
| 110 | 01.11.2017 | 110, 112, 999 etc.                                                                              | Eine Geschichte über die Ursprünge der Notrufnummern                                                                              | Notruf                                                                            | 0:43  | Podcast • |
| 111 | 08.11.2017 | Die Anfänge des Esperanto                                                                       | Eine Geschichte über Plansprachen und ihre Geschichte                                                                             | Esperanto / Ludwik Lejzer Zamenhof / Plansprache                                  | 0:46  | Podcast • |
| 112 | 15.11.2017 | Adele Spitzeder und die „Dachauer Bank“                                                         | Eine Geschichte über ein Schneeballsystem im Bayern des 19. Jahrhunderts                                                          | Adele Spitzeder / Schneeballsystem                                                | 0:45  | Podcast • |
| 113 | 22.11.2017 | Die Hep-Hep-Unruhen von 1819                                                                    | Eine Geschichte zur Geschichte des Antisemitismus                                                                                 | Hep-Hep-Krawalle / Antisemitismus                                                 | 0:33  | Podcast • |
| 114 | 29.11.2017 | Gerhard Zucker und sein Raketentraum                                                            | Eine Geschichte über eine kleine Insel, einen Visionär und seine Raketen                                                          | Gerhard Zucker / Raketentechnik                                                   | 0:33  | Podcast • |
| 115 | 06.12.2017 | Eine kurze Geschichte der Hanse                                                                 | Eine Geschichte über einen Verbund von Fernkaufleuten, der den Handel im Nord- und Ostseeraum für einige Jahrhunderte dominierte. | Hanse                                                                             | 0:38  | Podcast • |
| 116 | 13.12.2017 | Über Basken, Wale und ein Massaker auf Island                                                   | Eine Geschichte über Basken, Wale und einen folgenschweren Sommer auf Island im Jahr 1615                                         | Geschichte der Basken#Meeresfischer, Walfänger und Seefahrer / Walfang vor Island | 0:34  | Podcast • |
| 117 | 20.12.2017 | Tunix, Tuwat und die Entstehung des Chaos Computer Clubs                                        | Eine Geschichte über die Linke nach dem Deutschen Herbst                                                                          | Tunix-Kongress / Tuwat-Kongress / Chaos Computer Club / Deutscher Herbst          | 0:37  | Podcast • |
| 118 | 27.12.2017 | Ein Werwolf in Livland                                                                          | Eine Geschichte über Werwölfe, einen Prozess und nicht zuletzt Bier                                                               | Werwolf / Livland                                                                 | 0:49  | Podcast • |

## 2018
| Nr.     | Datum      | Titel | Untertitel | Thema                                                  | Dauer | Links     |
| ------- | ---------- | --- | --- | ------------------------------------------------------ | ----- | --------- |
| 119     | 03.01.2018 | Die NS-Thingbewegung – Thingstätten und Thingspiele                                                            | Eine Geschichte über ein gescheitertes Propagandaprojekt                                                                                    | Thingbewegung                                          | 0:29  | Podcast • |
| 120     | 10.02.2018 | Die Rückkehr des Martin Guerre                                                                                 | Eine Geschichte über einen Mann der verschwindet und wiederkehrt. Doch nicht alles ist so, wie es scheint.                                  | Martin Guerre                                          | 0:39  | Podcast • |
| 121     | 17.01.2018 | Leopardenmorde und Leopardenmenschen                                                                           | Eine Geschichte über Kolonialgeschichte in Afrika                                                                                           | Leopardenmorde                                         | 0:33  | Podcast • |
| 122     | 24.01.2018 | Die Belagerung von Masada                                                                                      | Eine Geschichte über den großen Jüdischen Krieg des 1. Jahrhunderts und die Belagerung der Festung Masada                                   | Masada / Jüdischer Krieg                               | 0:32  | Podcast • |
| 123     | 31.01.2018 | Christian Gottlieb Prieber – Aussteiger, Renegade und beinahe vergessener Utopist                              | Eine Geschichte über die Kolonisierung Nordamerikas                                                                                         | Christian Gottlieb Prieber                             | 0:32  | Podcast • |
| 124     | 07.02.2018 | Eine kleine Geschichte des Chinese Restaurant Syndroms                                                         | Eine Geschichte über Glutamat und warum es auch heute noch einen so schlechten Ruf hat                                                      | Glutamat-Unverträglichkeit                             | 0:28  | Podcast • |
| 125     | 14.02.2018 | Republik Fredonia                                                                                              | Eine Geschichte über die Geschichte von Texas                                                                                               | Texanischer Unabhängigkeitskrieg / Fredonian Rebellion | 0:31  | Podcast • |
| 126     | 21.02.2018 | Für immer im Eis – die Franklin-Expedition                                                                     | Eine Geschichte über eine Expedition, die auszog, die Nordwestpassage zu durchqueren und nie mehr wiederkehrte.                             | Franklin-Expedition                                    | 0:53  | Podcast • |
| 127     | 28.02.2018 | Struensee – Aufstieg und Fall eines Arztes, der (für kurze Zeit) zum dänischen Regenten wurde                  | Eine Geschichte über die Geschichte Dänemarks                                                                                               | Johann Friedrich Struensee                             | 0:38  | Podcast • |
| 128     | 07.03.2018 | Crash at Crush                                                                                                 | Eine Geschichte über ein Eisenbahnspektakel im 19. Jahrhundert                                                                              | Eisenbahnunfall von Crush                              | 0:31  | Podcast • |
| 129     | 14.03.2018 | Die Entdeckung der Dinosaurier                                                                                 | Eine Geschichte über die Geschichte der Paläontologie                                                                                       | Mary Anning / Paläontologie                            | 0:44  | Podcast • |
| 130     | 21.03.2018 | Alexander von Abonuteichos oder Wie ein Kult entsteht                                                          | Eine Geschichte darüber, wie ein Kult gegründet wird und was wir daraus lernen können                                                       | Alexander von Abonuteichos                             | 0:36  | Podcast • |
| 131     | 28.03.2018 | Strathclyde – ein (fast) vergessenes Königreich                                                                | Eine Geschichte über die Geschichte Großbritanniens im Mittelalter                                                                          | Königreich Strathclyde                                 | 0:39  | Podcast • |
| 132     | 04.04.2018 | Gesche Gottfried, der Engel von Bremen                                                                         | Eine Geschichte über eine anscheinend vom Unglück verfolgte Frau.                                                                           | Gesche Gottfried                                       | 0:40  | Podcast • |
| 133     | 11.04.2018 | Alexios Komnenos und der Erste Kreuzzug                                                                        | Eine Geschichte über den Beginn der Kreuzzüge                                                                                               | Alexios I. (Byzanz) / Erster Kreuzzug                  | 0:46  | Podcast • |
| 134     | 18.04.2018 | Eine kleine Geschichte des Kaiserschnitts anhand der Personen Jacob Nufer, James Barry und Margret Ann Bulkley | Eine Geschichte über die Entwicklung des Kaiserschnitts und dreier damit verbundener Personen.                                              | Kaiserschnitt / Jacob Nufer / James Barry              | 0:34  | Podcast • |
| 135     | 25.04.2018 | Adolf Loos | Eine Geschichte über Jugendstil, Ornamente und einen Gerichtsprozess                                                                        | Adolf Loos / Jugendstil                                | 0:34  | Podcast • |
| 136     | 02.05.2018 | Der Jüdische Friedhof Währing                                                                                  | Eine Geschichte über den jüdischen Friedhof in Wien Währing.                                                                                | Jüdischer Friedhof Währing                             | 0:58  | Podcast • |
| Extra 1 | 07.05.2018 | Extra: Die gesamte Führung durch den Jüdischen Friedhof Währing                                                | Eine Zeitsprung Spezialfolge, mit der gesamten Führung durch den Jüdischen Friedhof Währing.                                                | Jüdischer Friedhof Währing                             | 1:42  | Podcast • |
| 137     | 09.05.2018 | Die Französisch-Britische Union                                                                                | Eine Geschichte über Großbritannien und Frankreich, und einen Plan im 2. Weltkrieg, der beinahe alles verändert hätte.                      | Französisch-britische Union                            | 0:37  | Podcast • |
| 138     | 16.05.2018 | Askari und die Kolonialgeschichte des Deutschen Reichs                                                         | Eine Geschichte über Kolonialismus und den Mythos der „treuen“ Askari                                                                       | Askari                                                 | 0:33  | Podcast • |
| Extra 2 | 20.05.2018 | Extra: Interview mit Historiker Jürgen Zimmerer über Kolonialgeschichte                                        | Ein Gespräch über Kolonialgeschichte, den Völkermord an den Herero und Nama und die Aufarbeitung des Kolonialismus                          | Kolonialismus / Herero / Nama (Volk)                   | 0:46  | Podcast • |
| 139     | 23.05.2018 | Als Voltaire die Lotterie knackte und steinreich wurde                                                         | Eine Geschichte über Voltaire und wie er durch einen Lotteriehack zu nicht unerheblichem Reichtum kam.                                      | Voltaire                                               | 0:41  | Podcast • |
| 140     | 30.05.2018 | Eisbrecher für die Diplomatie – das Fußball-Länderspiel Sowjetunion gegen die BRD 1955                         | Eine Geschichte über eines der brisantesten Länderspiele der deutschen Nachkriegsgeschichte                                                 |                                                        | 0:51  | Podcast • |
| 141     | 06.06.2018 | Die kurze Geschichte des Kokovorismus                                                                          | Eine Geschichte über einen Mann, der auszog die Kokosnuss anzubeten.                                                                        | August Engelhardt                                      | 0:36  | Podcast • |
| 142     | 13.06.2018 | Bertha Pappenheim – Gründerin des Jüdischen Frauenbundes und Sozialpionierin                                   | Eine Geschichte über eine Frau, die zu Unrecht häufig nur als berühmte Patientin erinnert wird.                                             | Bertha Pappenheim / Jüdischer Frauenbund               | 0:37  | Podcast • |
| 143     | 20.06.2018 | Über Marsmenschen, Massenpanik und die Entstehung eines Mythos                                                 | Eine Geschichte über ein Hörspiel das Massenpanik auslöste – oder vielleicht auch nicht.                                                    | Orson Welles / Der Krieg der Welten                    | 0:36  | Podcast • |
| 144     | 27.06.2018 | Die Spanische Grippe                                                                                           | Eine Geschichte über die bislang tödlichste Grippe-Pandemie der Menschheitsgeschichte                                                       | Spanische Grippe                                       | 0:49  | Podcast • |
| 145     | 04.07.2018 | Barbara von Cilli oder Wie eine 100 mal wiederholte Lüge zur Wahrheit wird                                     | Eine Geschichte über die „Schwarze Königin“ Barbara von Cilli und wie Geschichte geschrieben wird                                           | Barbara von Cilli                                      | 0:50  | Podcast • |
| 146     | 11.07.2018 | Tripel-Allianz-Krieg                                                                                           | Eine Geschichte über den größten militärischen Konflikt in der Geschichte Südamerikas                                                       | Tripel-Allianz-Krieg                                   | 0:33  | Podcast • |
| 147     | 18.07.2018 | Das Fräulein vom Amt                                                                                           | Eine Geschichte über die Frühzeit des Telefons und jene Frauen, die die Verbindung herstellten                                              | Telefonist                                             | 0:35  | Podcast • |
| 148     | 25.07.2018 | Das Ende der Welt – Friedenskaiser und falsche Friedriche                                                      | Eine Geschichte über Weissagungen, falsche Kaiser und Tile Kolup                                                                            | Tile Kolup / Friedenskaiser                            | 0:32  | Podcast • |
| 149     | 01.08.2018 | Die Kabeljaukriege                                                                                             | Eine Geschichte über eine kuriose militärische Auseinandersetzung zwischen Island und Großbritannien in der 2. Hälfte des 20. Jahrhunderts. | Kabeljaukriege                                         | 0:40  | Podcast • |
| 150     | 08.08.2018 | Die Geschichte des Filmstudios Bendestorf                                                                      | Eine Geschichte über Filmgeschichte | Filmmuseum Bendestorf                                  | 0:45  | Podcast • |
| 151     | 15.08.2018 | Manjirō, der erste Japaner in Amerika                                                                          | Eine Geschichte darüber, was ein schiffbrüchiger Junge mit der Öffnung Japans zu tun hatte.                                                 | Nakahama Manjirō                                       | 0:41  | Podcast • |
| 152     | 22.08.2018 | Ernest Shackleton und die Endurance-Expedition                                                                 | Eine Geschichte über die Imperial Trans-Antarctic Expedition                                                                                | Ernest Shackleton / Endurance-Expedition               | 0:44  | Podcast • |
| Extra 3 | 25.08.2018 | Extra: Interview mit Walfried Malleskat vom Filmmuseum Bendestorf                                              | Eine Geschichte über die Geschichte des Filmstudios in Bendestorf                                                                           | Filmmuseum Bendestorf                                  | 0:58  | Podcast • |
| 153     | 29.08.2018 | Wien-Tour mit Thomas Harbich (#WienFakt)                                                                       | Eine Entdeckungsreise durch Wien mit vielen kleinen Geschichten.                                                                            | Wien                                                   | 1:11  | Podcast • |
| 154     | 05.09.2018 | La Maupin, die duellierende Opernsängerin                                                                      | Eine Geschichte über eine duellierende, bisexuelle Opernsängerin aus dem Frankreich des 17. und 18. Jahrhunderts.                           | Julie d’Aubigny                                        | 0:35  | Podcast • |
| 155     | 12.09.2018 | Trofim Lyssenko und der Lyssenkoismus in der Sowjetunion                                                       | Eine Geschichte über eine Pseudowissenschaft                                                                                                | Trofim Lyssenko / Lyssenkoismus                        | 0:43  | Podcast • |
| 156     | 19.09.2018 | Charles Lindbergh, Alexis Carrel und die Mensch-Maschine                                                       | Eine Geschichte über Charles Lindbergh und die Unsterblichkeit                                                                              | Charles Lindbergh / Alexis Carrel                      | 0:42  | Podcast • |
| 157     | 26.09.2018 | Salpeter – Aufstieg und Fall einer chemischen Verbindung                                                       | Eine Geschichte über Kolonial- und Wirtschaftsgeschichte                                                                                    | Natriumnitrat / Salpeterkrieg                          | 0:36  | Podcast • |
| 158     | 03.10.2018 | Al-Biruni und die erste Globalgeschichte                                                                       | Eine Geschichte über ein Mann, der die ultimative Geschichte schrieb                                                                        | al-Bīrūnī                                              | 0:37  | Podcast • |
| 159     | 10.10.2018 | Thorsten Logge über Geschichte und Public History                                                              | Ein Gespräch über die gesellschaftliche Bedeutung von Geschichte und den gegenwärtigen Geschichtsboom                                       | Thorsten Logge / Public History                        | 1:12  | Podcast • |
| 160     | 17.10.2018 | Barbareskenstaaten und die europäischen Seemächte                                                              | Eine Geschichte über Kaperfahrten, Sklaverei und Kolonialismus                                                                              | Barbareskenstaat                                       | 0:43  | Podcast • |
| 161     | 24.10.2018 | Steamboat Arabia oder Der Schatz im Maisfeld                                                                   | Eine Geschichte über ein Dampfschiff und eine Gruppe unerschrockener Schatzsucher                                                           | Arabia (Dampfschiff)                                   | 0:44  | Podcast • |
| 162     | 31.10.2018 | Novemberrevolution und die mehrfache Ausrufung der Republik                                                    | Eine Geschichte über Balkonreden, Quellen und den „Mythos der Revolution“                                                                   | Novemberrevolution                                     | 0:39  | Podcast • |
| 163     | 07.11.2018 | Vernepator Cur – der Hund im Hamsterrad                                                                        | Eine Geschichte über eine Hunderasse, die ab dem 16. Jahrhundert dabei half, Fleisch durchzubraten                                          | Turnspit Dog                                           | 0:36  | Podcast • |
| Extra 4 | 10.11.2018 | Extra: Dirk Liesemer über den Aufstand der Matrosen und den Beginn der Revolution                              | Eine Geschichte über den Kieler Matrosenaufstand und den Beginn der Novemberrevolution 1918/19                                              | Kieler Matrosenaufstand                                | 1:10  | Podcast • |
| 164     | 14.11.2018 | Eine kurze Geschichte des Alkoholkonsums                                                                       | Eine Geschichte darüber, wie Alkohol und der Konsum von Alkohol Geschichte geprägt haben                                                    | Alkoholkonsum                                          | 0:39  | Podcast • |
| 165     | 21.11.2018 | Pius IX. und die kurzlebige Römische Republik von 1849                                                         | Eine Geschichte über das letzte Oberhaupt des Kirchenstaats und die kurze Geschichte der Römischen Republik von 1849                        | Pius IX. / Römische Republik (1849)                    | 0:44  | Podcast • |
| 166     | 28.11.2018 | Siegmund Bosel – die wechselvolle Geschichte eines Inflationskönigs                                            | Eine Geschichte über das Leben von Siegmund Bosel und die Geschichte der politischen Systeme im Nachkriegs-Österreich                       | Siegmund Bosel                                         | 0:39  | Podcast • |
| 167     | 05.12.2018 | Mary Toft und die Hasen                                                                                        | Eine Geschichte über eine Frau, die Hasen auf die Welt brachte                                                                              | Mary Toft                                              | 0:38  | Podcast • |
| Extra 5 | 10.12.2018 | Extra: Das Kinderbischofsfest                                                                                  | Eine Geschichte über eine wiederentdeckte mittelalterliche Tradition                                                                        | Kinderbischof                                          | 0:28  | Podcast • |
| 168     | 12.12.2018 | Carl Laemmle und die Anfänge Hollywoods                                                                        | Eine Geschichte über die Frühphase der US-amerikanischen Filmproduktion                                                                     | Carl Laemmle                                           | 0:40  | Podcast • |
| 169     | 19.12.2018 | Maos Großer Sprung und die chinesische Hungersnot von 1958–62                                                  | Eine Geschichte über Maos „Großen Sprung nach vorn“ und die Hungersnot von 1958–61                                                          | Mao Zedong / Große Chinesische Hungersnot              | 0:48  | Podcast • |
| 170     | 26.12.2018 | Auf Schatzsuche                                                                                                | Eine Geschichte über Freibeuter, Kaperfahrer und Schatzsucher                                                                               | Kokos-Insel (Costa Rica) / Kaperei                     | 0:38  | Podcast • |

## 2019
| Nr.     | Datum      | Titel                                                                                                   | Untertitel | Thema                                                                                       | Dauer | Links     |
| ------- | ---------- | --- | --- | ------------------------------------------------------------------------------------------- | ----- | --------- |
| 171     | 02.01.2019 | Eine ganz kleine Geschichte der Nacht und des Schlafs                                                   | Eine Geschichte über die Nacht und den Schlaf                                                                                          | Schlaf                                                                                      | 0:48  | Podcast • |
| 172     | 08.01.2019 | Eine kurze Geschichte der Armut in der Frühen Neuzeit                                                   | Eine Geschichte über die Old Poor Laws und das Speenhamland-System                                                                     | Armengesetz / Speenhamland-Gesetzgebung                                                     | 0:47  | Podcast • |
| 173     | 16.01.2019 | Der gefährliche Garten von Vaux-le-Vicomte                                                              | Eine Geschichte über einen Garten, dessen Bau unvorhergesehene Folgen hatte                                                            | Schloss Vaux-le-Vicomte / André Le Nôtre / Barockgarten                                     | 0:39  | Podcast • |
| 174     | 23.01.2019 | Harriet Tubman und die Underground Railroad                                                             | Eine Geschichte über die Geschichte der Sklaverei in den USA im 19. Jahrhundert                                                        | Harriet Tubman / Underground Railroad                                                       | 0:47  | Podcast • |
| 175     | 30.01.2019 | C.W. Field und das erste Kabel durch den Atlantik                                                       | Eine Geschichte über die umständliche Legung des Kabels, das Europa und Nordamerika verbinden sollte.                                  | Cyrus W. Field / Seekabel                                                                   | 0:50  | Podcast • |
| 176     | 06.02.2019 | Die Anfänge des Anarchismus und was Uhrmacher in der Schweiz damit zu tun haben                         | Eine Geschichte über die Juraföderation und den Streit zwischen Marxisten und Anarchisten                                              | Juraföderation / Uhrmacher / Anarchismus / Marxismus                                        | 0:51  | Podcast • |
| 177     | 13.02.2019 | Robert Fortune, Botaniker und Teespion                                                                  | Eine Geschichte über einen Botaniker und Industriespionage                                                                             | Robert Fortune                                                                              | 0:40  | Podcast • |
| Extra 6 | 15.02.2019 | Extra: Margiana – ein Interview mit Rainer-Maria Weiss, Direktor des Archäologischen Museums in Hamburg | Eine Geschichte-Interview über eine bronzezeitliche Kultur im heutigen Turkmenistan                                                    | Margiana                                                                                    | 0:42  | Podcast • |
| 178     | 20.02.2019 | Der Klosterskandal von Sant’Ambrogio                                                                    | Eine Geschichte über Visionen, Giftanschläge und die Auseinandersetzung um die Ausrichtung der katholischen Kirche                     | Sant’Ambrogio della Massima                                                                 | 0:51  | Podcast • |
| 179     | 27.02.2019 | Maria Sibylla Merian – Naturforscherin und Künstlerin                                                   | Eine Geschichte über eine Künstlerin, die sich der Insekten annahm                                                                     | Maria Sibylla Merian                                                                        | 0:40  | Podcast • |
| 180     | 06.03.2019 | Die Gelbe Flotte – ein Schiffskonvoi zwischen den Fronten                                               | Eine Geschichte über die vielleicht längste verbürgte Reise in der Geschichte der Seefahrt                                             | Gelbe Flotte                                                                                | 0:45  | Podcast • |
| 181     | 12.03.2019 | Von Gulasch, Pörkölt und Nationalgerichten                                                              | Eine Geschichte über ein Nationalgericht, das eigentlich allen gehört                                                                  | Nationalgericht / Gulasch / Pörkölt                                                         | 0:37  | Podcast • |
| 182     | 20.03.2019 | Der Zündholzkönig Ivar Kreuger                                                                          | Eine Geschichte über den Aufstieg und Fall eines Unternehmers, der die Finanzwelt der 1920er Jahre maßgeblich geprägt hat.             | Ivar Kreuger / Swedish Match                                                                | 0:50  | Podcast • |
| 183     | 27.03.2019 | Agrippina die Jüngere, mächtigste Frau der frühen Kaiserzeit                                            | Eine Geschichte über eine der mächtigsten Frauen der Antike, die unter anderem Schwester, Nichte, Frau und Mutter diverser Kaiser war. | Agrippina die Jüngere                                                                       | 1:02  | Podcast • |
| Extra 7 | 30.03.2019 | Extra: Dr. Emma Southon on Agrippina the Younger                                                        | A bonus episode featuring historian Dr. Emma Southon telling the gripping tale of Agrippina the Younger                                | Agrippina die Jüngere                                                                       | 1:30  | Podcast • |
| 184     | 03.04.2019 | Katharina Kepler – ein Hexenprozess in der Frühen Neuzeit                                               | Eine Geschichte über Hexenverfolgung und wie Johannes Kepler seine Mutter vor dem Scheiterhaufen bewahrte                              | Katharina Kepler / Hexenverfolgung                                                          | 0:48  | Podcast • |
| Extra 8 | 07.04.2019 | Extra: Revolution 1918/19 in Bayern                                                                     | Ein Interview mit dem Historiker Dr. Georg Köglmeier                                                                                   | Novemberrevolution                                                                          | 1:40  | Podcast • |
| 185     | 10.04.2019 | Kleindeutschland und die General Slocum Katastrophe                                                     | Eine Geschichte über die Entstehung und Auflösung eines deutschen Viertels in New York City.                                           | Kleindeutschland (New York City)                                                            | 0:42  | Podcast • |
| 186     | 17.04.2019 | Die Redlichen Pioniere von Rochdale und eine kurze Geschichte der Genossenschaften                      | Eine Geschichte über Industrialisierung, Streiks und die Anfänge von Konsumgenossenschaften                                            | Rochdale Society of Equitable Pioneers / Konsumgenossenschaft / Industrialisierung / Streik | 0:55  | Podcast • |
| 187     | 24.04.2019 | Die Wiener Weltausstellung von 1873                                                                     | Eine Geschichte über eine Weltausstellung, die in einem finanziellen Desaster endete.                                                  | Weltausstellung 1873                                                                        | 0:50  | Podcast • |
| 188     | 01.05.2019 | Martin Couney und die Inkubator-Ausstellungen                                                           | Eine Geschichte über einen Mann, der 40 Jahre lang Babys in Vergnügungsparks ausgestellt hat                                           | Inkubator (Medizin) / Martin A. Couney                                                      | 0:46  | Podcast • |
| 189     | 08.05.2019 | Die Schlacht bei Cannae                                                                                 | Eine Geschichte über eine der verlustreichsten Schlachten nicht nur der Antike, sondern der Geschichte an sich.                        | Schlacht von Cannae                                                                         | 0:48  | Podcast • |
| 190     | 15.05.2019 | Die Assassinen                                                                                          | Geschichte und Mythos der schiitisch-ismailitischen Glaubensgemeinschaft der Nizariten                                                 | Assassinen / Nizariten                                                                      | 0:46  | Podcast • |
| 191     | 22.05.2019 | Aethelfled – Warrior Queen of Mercia                                                                    | Eine Geschichte über die wohl wichtigste Königin des frühen Englands                                                                   | Æthelflæd / Mercia                                                                          | 0:56  | Podcast • |
| 192     | 28.05.2019 | Tiere vor Gericht                                                                                       | Tierprozesse im Mittelalter und der Frühen Neuzeit                                                                                     | Tierprozess                                                                                 | 0:44  | Podcast • |
| 193     | 05.06.2019 | Kanton Übrig – Wie Vorarlberg 1919 nicht der Schweiz beitrat                                            | Eine Geschichte über Ferdinand Riedmann, einen Antisemiten, der vom Beitritt Vorarlbergs zur Schweiz träumte                           | Volksabstimmung 1919 in Vorarlberg                                                          | 0:46  | Podcast • |
| 194     | 12.06.2019 | Die Natchez und der französische Kolonialismus in Nordamerika                                           | Eine Geschichte über ein Indianervolk in Nordamerika, dessen Kontakt mit französischen Kolonialisten katastrophale Folgen hatte.       | Natchez (Volk)                                                                              | 0:51  | Podcast • |
| 195     | 19.06.2019 | Wie Gerta Stern auf der Flucht nach Panama ihren Mann aus dem KZ befreite                               | Eine Geschichte über eine Flucht 1938 vor dem Nazi-Regime                                                                              | Gerta Stern                                                                                 | 0:40  | Podcast • |
| 196     | 26.06.2019 | Wie der Panamakanal entstand                                                                            | Eine Geschichte über den Bau des Panama Kanals und die tausenden Opfer und Milliarden an Dollar die er verschlang.                     | Panamakanal                                                                                 | 0:43  | Podcast • |
| 197     | 03.07.2019 | Das kurzlebige Königreich Finnland – und ein deutscher Adliger auf dem Thron                            | Eine Geschichte über die Geschichte Finnlands im 20. Jahrhundert                                                                       | Königreich Finnland / Friedrich Karl von Hessen                                             | 0:45  | Podcast • |
| 198     | 10.07.2019 | Olga von Kiew oder Mit den Spatzen kam der Tod                                                          | Eine Geschichte über eine Heilige, die im 10. Jahrhundert einen wenig heiligen Rachefeldzug führte.                                    | Olga von Kiew                                                                               | 0:39  | Podcast • |
| 199     | 17.07.2019 | UC 71 und der U-Boot-Krieg im Ersten Weltkrieg                                                          | Eine Geschichte über ein versunkenes U-Boot, Netzsperren und U-Boot-Fallen                                                             | U-Boot-Krieg / UC 71 / Netzsperre / U-Boot-Falle                                            | 0:46  | Podcast • |
| 200     | 24.07.2019 | Eine Abrechnung                                                                                         | Ein Jubiläumszeitsprung, in dem wir – in Überlänge – aus dem Nähkästchen plaudern.                                                     |                                                                                             | 2:50  | Podcast • |
| 201     | 31.07.2019 | Eine kleine Geschichte des Speiseeises                                                                  | Eine Geschichte über die Geschichte der beliebtesten Süßigkeit der Welt.                                                               | Speiseeis                                                                                   | 0:48  | Podcast • |
| 202     | 07.08.2019 | Über Brunzdoktoren und Uroskopie – die Harnschau in der vormodernen Medizin                             | Eine Geschichte über einen bekannten Harnschauer und die Geschichte des Schwangerschaftstests                                          | Uroskopie / Schwangerschaftstest                                                            | 0:42  | Podcast • |
| 203     | 14.08.2019 | Bleiben oder gehen? Die Option in Südtirol 1939                                                         | Eine Geschichte über Optanden und Dableiber in Südtirol                                                                                | Option in Südtirol                                                                          | 0:47  | Podcast • |
| 204     | 21.08.2019 | Obaysch – das viktorianische Nilpferd                                                                   | Eine Geschichte über das erste lebende Nilpferd in England seit der letzten Zwischeneiszeit                                            | Obaysch                                                                                     | 0:42  | Podcast • |
| 205     | 27.08.2019 | Die Befreiung von Schloss Itter                                                                         | Eine Geschichte über eines der letzten Gefechte des Zweiten Weltkriegs in Europa                                                       | Schlacht um Schloss Itter                                                                   | 0:40  | Podcast • |
| 206     | 04.09.2019 | Von Verliesen & Drachen – ein 3W6 Crossover                                                             | Eine Geschichte über die Geschichte des wohl berühmtesten Rollenspiels aller Zeiten – Dungeons & Dragons                               | Dungeons & Dragons                                                                          | 1:14  | Podcast • |
| 207     | 11.09.2019 | William Stewart Halsted und die Chirurgie des 19. Jahrhunderts                                          | Eine Geschichte über einen Chirurg der USA, der die Disziplin revolutionierte und nachhaltig prägte.                                   | William Stewart Halsted / Chirurgie                                                         | 0:46  | Podcast • |
| 208     | 18.09.2019 | Die kleinste Liga der Welt – Eishockey in der DDR                                                       | Eine Geschichte über Sport und Politik                                                                                                 | Eishockey in der DDR                                                                        | 0:37  | Podcast • |
| Extra 9 | 22.09.2019 | Extra: Interview mit René Feldvoß über Eishockey in der DDR                                             | Ein Gespräch über die kleinste Liga der Welt                                                                                           | Eishockey in der DDR                                                                        | 1:11  | Podcast • |
| 209     | 25.09.2019 | Cyriacus und die Erfindung der Archäologie                                                              | Eine Geschichte über einen Mann, der die Archäologie erfand                                                                            | Cyriacus von Ancona                                                                         | 0:45  | Podcast • |
| 210     | 02.10.2019 | Der Kunstfälscher Han van Meegeren                                                                      | Eine Geschichte über den Mann, der Göring einen gefälschten Vermeer verkauft hat                                                       | Han van Meegeren                                                                            | 0:42  | Podcast • |
| 211     | 09.10.2019 | Griechisches Feuer                                                                                      | Eine Geschichte über eine Waffe des Mittelalters, die lange Zeit Angst und Schrecken verbreitete.                                      | Griechisches Feuer                                                                          | 0:39  | Podcast • |
| 212     | 16.10.2019 | Eine kleine Geschichte der Sternbilder                                                                  | Eine Geschichte mit dem Astronomen Florian Freistetter                                                                                 | Sternbild                                                                                   | 0:51  | Podcast • |
| 213     | 23.10.2019 | Tom Morris und eine kleine Geschichte des Golfsports                                                    | Eine Geschichte über die Entstehung des professionellen Golfsports                                                                     | Old Tom Morris / Golf (Sport)                                                               | 0:38  | Podcast • |
| 214     | 30.10.2019 | Hedy Lamarr – Hollywoodstar und Erfinderin                                                              | Eine Geschichte über ein Patent und seine Folgen                                                                                       | Hedy Lamarr / Frequency Hopping Spread Spectrum                                             | 0:51  | Podcast • |
| 215     | 06.11.2019 | Wojtek, polnischer Soldatenbär                                                                          | Eine Geschichte über Wojtek, einen iranischen Braunbären, der im 2. Weltkrieg Mitglied einer polnischen Division wird.                 | Wojtek (Bär)                                                                                | 0:37  | Podcast • |
| 216     | 13.11.2019 | Napoleon II. – Vom König von Rom zum Herzog von Reichstadt                                              | Eine Geschichte über Napoleons Sohn, der sein Leben am Wiener Hof verbringen musste                                                    | Napoleon Franz Bonaparte                                                                    | 0:37  | Podcast • |
| 217     | 20.11.2019 | Wie Joseph Haydn den Kopf verlor                                                                        | Eine Geschichte über den Kopf des berühmten Komponisten Joseph Haydn                                                                   | Joseph Haydn / Phrenologie                                                                  | 0:38  | Podcast • |
| 218     | 27.11.2019 | Die Pazzi-Verschwörung und der Aufstieg der Medici                                                      | Eine Geschichte über eine der mächtigsten Familien der Renaissance                                                                     | Pazzi-Verschwörung / Medici                                                                 | 0:33  | Podcast • |
| 219     | 04.12.2019 | Die Kotze-Affäre                                                                                        | Eine Geschichte über einen Skandal, der das Ansehen des deutschen Kaiserhofs für immer schädigen sollte.                               | Kotze-Affäre                                                                                | 0:45  | Podcast • |
| 220     | 11.12.2019 | Eine kurze Geschichte der Rohrpost                                                                      | Eine Geschichte über pneumatische Telegrafie                                                                                           | Rohrpost                                                                                    | 0:44  | Podcast • |
| 221     | 18.12.2019 | Hans Staden – ein Landsknecht bei den Menschenfressern                                                  | Eine Geschichte über einen Landsknecht bei den Tupinambá Brasiliens                                                                    | Hans Staden / Tupinambá                                                                     | 0:41  | Podcast • |
| 222     | 25.12.2019 | Das Voynich-Manuskript                                                                                  | Eine Geschichte-Interview mit Jürgen Hermes                                                                                            | Voynich-Manuskript                                                                          | 2:03  | Podcast • |

## 2020
| Nr.      | Datum      | Titel                                                                                            | Untertitel | Thema                                                                                             | Dauer | Links     |
| -------- | ---------- | ------------------------------------------------------------------------------------------------ | --- | ------------------------------------------------------------------------------------------------- | ----- | --------- |
| 223      | 01.01.2020 | Ramen und die Transformation Japans                                                              | Eine Geschichte über ein Nudelgericht, das zum Symbol des modernen Japans wurde                                       | Ramen                                                                                             | 0:39  | Podcast • |
| 224      | 08.01.2020 | Die Balmis-Expedition und eine kurze Geschichte der Pockenimpfung                                | Eine Geschichte über die erste große Impfkampagne                                                                     | Real Expedición Filantrópica de la Vacuna / Pockenimpfung / Edward Jenner                         | 0:48  | Podcast • |
| 225      | 15.01.2020 | Die Rundfahrt der Schlachtfelder                                                                 | Eine Geschichte über ein Radrennen, das so wahrscheinlich nie hätte stattfinden sollen.                               | Circuit des Champs de Bataille                                                                    | 0:46  | Podcast • |
| 226      | 22.01.2020 | Der Untergang der Batavia                                                                        | Eine Geschichte über einen Schiffbruch mit grausamen Folgen                                                           | Batavia (Schiff, 1628)                                                                            | 0:50  | Podcast • |
| 227      | 29.01.2020 | Die unsterbliche Henrietta Lacks                                                                 | Eine Geschichte über eine wissenschaftliche Errungenschaft und die zweifelhaften Methoden, die dazu führten.          | Henrietta Lacks / HeLa-Zellen                                                                     | 0:39  | Podcast • |
| 228      | 05.02.2020 | Berliner Blau – die Erfindung einer Farbe                                                        | Eine Geschichte über Alchemie und das erste künstlich hergestellte Pigment                                            | Berliner Blau (Farbe) / Berliner Blau / Johann Jacob Diesbach / Johann Konrad Dippel / Alchemie   | 0:44  | Podcast • |
| 229      | 12.02.2020 | Elisabeth Báthory, die (angebliche) Blutgräfin                                                   | Eine Geschichte über eine Gräfin, deren angebliche Mordlust Einzug in unzählige Geschichten fand.                     | Elisabeth Báthory                                                                                 | 0:43  | Podcast • |
| 230      | 19.02.2020 | Die Tendaguru-Expedition und das größte Dinosaurierskelett der Welt                              | Eine Geschichte über Kolonialismus, eine Ausgrabung und ihre Folgen                                                   | Tendaguru / Giraffatitan                                                                          | 0:48  | Podcast • |
| 231      | 26.02.2020 | Die Große Enttäuschung von 1844                                                                  | Eine Geschichte über eine religiöse Bewegung, die trotz großer Enttäuschung schließlich nicht unerfolgreich war       | William Miller / Hiram Edson / Siebenten-Tags-Adventisten                                         | 0:48  | Podcast • |
| 232      | 04.03.2020 | Ein Mordfall und das umfangreichste Wörterbuch der englischen Sprache                            | Eine Geschichte über das Oxford English Dictionary                                                                    | Oxford English Dictionary / William C. Minor                                                      | 0:47  | Podcast • |
| 233      | 11.03.2020 | Norton I., Kaiser der USA                                                                        | Eine Geschichte über den ersten Kaiser der USA.                                                                       | Joshua Norton                                                                                     | 0:43  | Podcast • |
| 234      | 18.03.2020 | Das bekannteste Parfüm der Welt und seine russische Vorgeschichte                                | Eine Geschichte über Chanel Nº 5 und das Rote Moskau                                                                  | Chanel Nº 5 / Ernest Beaux / Rotes Moskau                                                         | 0:45  | Podcast • |
| 235      | 25.03.2020 | Die Quarzkrise                                                                                   | Eine Geschichte über eine Technologie, die die Schweizer Uhrenindustrie beinahe in den Abgrund stürzen ließ.          | Quarzkrise                                                                                        | 0:47  | Podcast • |
| 236      | 01.04.2020 | Monopoly – Die Geschichte eines Brettspiels                                                      | Eine Geschichte über ein Gesellschaftsspiel, das eigentlich ganz anders gedacht war                                   | Monopoly / Elizabeth Magie Phillips / Georgismus / Henry George                                   | 0:58  | Podcast • |
| 237      | 08.04.2020 | Friedrich Anton Mesmer und der Animalische Magnetismus                                           | Eine Geschichte über einen Arzt im 18. Jahrhundert, der zu gleichen Teilen beliebt wie umstritten war.                | Franz Anton Mesmer / Animalischer Magnetismus                                                     | 0:45  | Podcast • |
| 238      | 15.04.2020 | Kurze Geschichten ausgestorbener Berufe                                                          | Eine Geschichte über den Verkauf der genauen Uhrzeit, Planetenverkäufer, Kaffeeriecher und Schmuckeremiten            | Ruth Belville / Planetenverkäufer / Kaffeeriecher / Schmuckeremit                                 | 0:44  | Podcast • |
| 239      | 22.04.2020 | Die Zabern-Affäre                                                                                | Eine Geschichte über eine kleine Stadt im Elsass und die Macht einer unbedachten Aussage                              | Zabern-Affäre                                                                                     | 0:41  | Podcast • |
| 240      | 29.04.2020 | René Blondlot und die Entdeckung der N-Strahlen                                                  | Eine Geschichte aus der Wissenschaftsgeschichte über eine Selbsttäuschung                                             | René Blondlot / N-Strahlen                                                                        | 0:54  | Podcast • |
| 241      | 06.05.2020 | General Königsmarck und der größte Kunstraub aller Zeiten                                        | Eine Geschichte über den Prager Kunstraub von 1648                                                                    | Hans Christoph von Königsmarck / Prager Kunstraub                                                 | 0:40  | Podcast • |
| 242      | 13.05.2020 | Eine kurze Geschichte der Olympischen Spiele (der Neuzeit)                                       | Eine Geschichte über die Entstehung der größten Sportveranstaltung der Welt                                           | Olympische Spiele / Pierre de Coubertin / Internationales Olympisches Komitee                     | 1:04  | Podcast • |
| 243      | 20.05.2020 | Aeneas Coffey und eine kleine Geschichte des irischen Whiskeys                                   | Eine Geschichte darüber, wie ein Patent die irische Whiskeyindustrie für immer veränderte                             | Aeneas Coffey / Whisky                                                                            | 0:51  | Podcast • |
| 244      | 27.05.2020 | Die Mühle von Auriol und warum ihre Zerstörung eine Besetzung Frankreichs verhindert hat         | Eine Geschichte über eine Geheimoperation im ausgehenden Mittelalter                                                  | Franz I. (Frankreich) / Karl V. (HRR)                                                             | 0:44  | Podcast • |
| 245      | 03.06.2020 | Operation Paul Bunyan                                                                            | Eine Geschichte über die Eskalation einer Baumbeschneidung.                                                           | Korea-Konflikt                                                                                    | 0:41  | Podcast • |
| 246      | 10.06.2020 | John Law und die Mississippi-Blase                                                               | Eine Geschichte über das Platzen einer Spekulationsblase                                                              | Mississippi-Blase / John Law                                                                      | 0:38  | Podcast • |
| 247      | 17.06.2020 | Der Emu-Krieg von 1932                                                                           | Eine Geschichte über eine militärische Auseinandersetzung zwischen Mensch und Tier                                    | Emu War                                                                                           | 0:44  | Podcast • |
| 248      | 24.06.2020 | Der Venustransit von 1761/69 und das erste wissenschaftliche Großprojekt                         | Eine Geschichte über die Vermessung unseres Planetensystems                                                           | Venustransit / Guillaume Le Gentil                                                                | 0:50  | Podcast • |
| 249      | 01.07.2020 | Das Malireich und die Pilgerreise des vielleicht reichsten Mannes der Geschichte                 | Eine Geschichte über Mansa Musa, das Malireich und eine folgenschwere Pilgerreise                                     | Mansa Musa / Malireich                                                                            | 0:41  | Podcast • |
| 250      | 08.07.2020 | Eine kurze Geschichte der Bluttransfusion                                                        | Eine Geschichte aus der Medizingeschichte und die Transfusion von Lammblut                                            | Bluttransfusion                                                                                   | 0:42  | Podcast • |
| 251      | 15.07.2020 | Der Schachtürke                                                                                  | Eine Geschichte über einen Automaten des 18. Jahrhunderts, der ein nicht ganz so kleines Geheimnis barg               | Schachtürke / Wolfgang von Kempelen                                                               | 1:00  | Podcast • |
| 252      | 22.07.2020 | Harvard Computers – Wie Astronominnen die Sterne neu sortierten                                  | Eine Geschichte über Pionierinnen der Astrophysik                                                                     | Menschlicher Computer / Harvard Computers / Edward Charles Pickering                              | 0:53  | Podcast • |
| 253      | 29.07.2020 | Martin Frobisher und die Steine                                                                  | Eine Geschichte über den Seefahrer Martin Frobisher und seine Expedition in die Arktis.                               | Martin Frobisher                                                                                  | 0:54  | Podcast • |
| 254      | 05.08.2020 | Eine kurze Geschichte des Kautschuks                                                             | Eine Geschichte über Henry Wickham und warum heute Naturkautschuk aus Südostasien kommt                               | Naturkautschuk / Henry Wickham                                                                    | 0:49  | Podcast • |
| 255      | 12.08.2020 | Die 47 Ronin                                                                                     | Eine Geschichte über einen japanischen Nationalmythos                                                                 | 47 Rōnin                                                                                          | 0:58  | Podcast • |
| 256      | 19.08.2020 | Der Rütlischwur und die Anfänge der Schweizerischen Eidgenossenschaft                            | Eine Geschichte über Wilhelm Tell und andere nationale Mythen                                                         | Rütlischwur / Schweiz / Wilhelm Tell                                                              | 0:40  | Podcast • |
| 257      | 26.08.2020 | Alexander von Humboldt – Bugtales.FM Crossover                                                   | Eine Geschichte, erzählt von Bugtales.fm, über Episoden aus Alexander von Humboldts Leben                             | Alexander von Humboldt                                                                            | 1:11  | Podcast • |
| 258      | 02.09.2020 | Der Andrews Raid – Eine Lokomotive auf Abwegen                                                   | Eine Geschichte über einen Sabotageakt während des Sezessionskriegs der USA.                                          | Andrews-Überfall / Sezessionskrieg                                                                | 0:49  | Podcast • |
| 259      | 09.09.2020 | Operation Mincemeat – Eine Geheimdienstaktion während des Zweiten Weltkriegs                     | Eine Geschichte über einen Mann, den es nie gab                                                                       | Operation Mincemeat / Ian Fleming                                                                 | 0:39  | Podcast • |
| 260      | 16.09.2020 | Der Rattenfänger von Hameln                                                                      | Eine Geschichte über die historischen Hintergründe der Sage über den Rattenfänger von Hameln                          | Rattenfänger von Hameln                                                                           | 0:45  | Podcast • |
| 261      | 23.09.2020 | Adam Worth, der Napoleon des Verbrechens                                                         | Eine Geschichte über den echten Professor Moriarty                                                                    | Adam Worth                                                                                        | 0:49  | Podcast • |
| 262      | 30.09.2020 | Die Strawhat Riots                                                                               | Eine Geschichte über Hüte und warum jene aus Stroh auch mal Unruhen auslösen können                                   | Straw Hat Riot                                                                                    | 0:49  | Podcast • |
| 263      | 07.10.2020 | Lavoisier und die Entdeckung des Sauerstoffs                                                     | Eine Geschichte über Phlogiston und die chemische Revolution                                                          | Sauerstoff / Antoine Laurent de Lavoisier / Joseph Priestley / Phlogiston                         | 0:47  | Podcast • |
| Extra 10 | 13.10.2020 | Krankenbetten und Dauerbäder: Ein Geschichten-Extra mit Monika Ankele über Psychiatriegeschichte | Eine Jubiläumsfolge: Daniel feiert 10 Jahre Podcasting                                                                | Geschichte der Psychiatrie / Alois Alzheimer                                                      | 0:47  | Podcast • |
| 264      | 14.10.2020 | Seondeok, erste Königin Koreas                                                                   | Eine Geschichte über Seondeok und die erste Phase des Königreichs Silla                                               | Seondeok / Silla                                                                                  | 0:37  | Podcast • |
| 265      | 21.10.2020 | Syphilis und die Tuskegee-Syphilis-Studie                                                        | Eine Geschichte über eine Krankheit und einen jahrzehntelangen Menschenversuch                                        | Syphilis / Tuskegee-Syphilis-Studie                                                               | 0:48  | Podcast • |
| 266      | 28.10.2020 | Die Schlacht von Azincourt                                                                       | Eine Geschichte über die wohl bekannteste Schlacht des Hundertjährigen Kriegs                                         | Schlacht von Azincourt                                                                            | 0:56  | Podcast • |
| 267      | 04.11.2020 | Die Leichensynode von 897                                                                        | Eine Geschichte über Päpste, Gegenpäpste und das Dunkle Jahrhundert                                                   | Leichensynode / Formosus / Saeculum obscurum                                                      | 0:47  | Podcast • |
| 268      | 11.11.2020 | Die Gebrüder Kellogg und die Erfindung des Frühstücks                                            | Eine Geschichte über die Gebrüder Kellogg und was Selbstbefriedigung mit unserem Frühstücksverhalten zu tun hat.      | Cornflakes / John Harvey Kellogg / Will Keith Kellogg / Kellogg Company                           | 0:52  | Podcast • |
| 269      | 18.11.2020 | Monika Ertl und ein Mord im Generalkonsulat                                                      | Eine Geschichte über Bolivien, Che Guevara, Giangiacomo Feltrinelli und Klaus Barbie                                  | Monika Ertl                                                                                       | 0:40  | Podcast • |
| 270      | 25.11.2020 | Eine thüringische Katastrophe                                                                    | Eine Geschichte über eine Katastrophe im Hochmittelalter, die dem zukünftigen Kaiser beinahe das Leben gekostet hätte | Erfurter Latrinensturz / Heinrich VI. (HRR) / Konrad I. von Wittelsbach / Ludwig III. (Thüringen) | 0:39  | Podcast • |
| 271      | 02.12.2020 | Caroline Neuber und der Hanswurststreit                                                          | Eine Geschichte über Theater im 18. Jahrhundert                                                                       | Friederike Caroline Neuber / Extempore / Hanswurst                                                | 0:49  | Podcast • |
| 272      | 09.12.2020 | Am Ende der Welt – Napoleons letzte Jahre im Exil                                                | Eine Geschichte über die letzten Jahre eines exilierten Kaisers                                                       | Napoleon Bonaparte#Sturz und Verbannung Napoleons                                                 | 0:46  | Podcast • |
| 273      | 16.12.2020 | Der Alchemist und Goldmacher Franz Tausend                                                       | Eine Geschichte über einen umtriebigen Geschäftsmann und Betrüger                                                     | Franz Tausend                                                                                     | 0:35  | Podcast • |
| 274      | 23.12.2020 | Das Petzvalobjektiv                                                                              | Eine Geschichte über eine Entwicklung, die die Fotografie des 19. Jahrhunderts nachhaltig prägen sollte               | Petzvalobjektiv / Josef Maximilian Petzval                                                        | 0:43  | Podcast • |
| 275      | 30.12.2020 | Victor Lustig – Der Mann, der den Eiffelturm verkaufte                                           | Eine Geschichte über einen Hochstapler und Trickbetrüger                                                              | Victor Lustig / Trickdiebstahl / Eiffelturm                                                       | 0:46  | Podcast • |

## 2021
| Nr.      | Datum      | Titel                                                                                             | Untertitel | Thema | Dauer | Links     |
| -------- | ---------- | ------------------------------------------------------------------------------------------------- | --- | --- | ----- | --------- |
| 276      | 06.01.2021 | Aufruhr am Sankt-Scholastika-Tag                                                                  | Eine Geschichte über dreitägige Unruhen, die durch schlechten Wein ausgelöst wurden                                                | Aufruhr am Sankt-Scholastika-Tag | 0:43  | Podcast • |
| 277      | 13.012021  | Der Aufstand und Putsch von Wilmington                                                            | Eine Geschichte über die USA und den Aufstieg von White Supremacy                                                                  | Wilmington-Massaker / White Supremacy | 0:41  | Podcast • |
| 278      | 20.01.2021 | Von göttlichen Robotern und feuerspeienden Bullen                                                 | Eine Geschichte darüber, wie sich die Menschen schon im antiken Griechenland mit Robotern, Androiden und Automaten beschäftigten   | Roboter / Androide / Automat | 0:37  | Podcast • |
| 279      | 27.01.2021 | Muskat und Manhattan                                                                              | Eine Geschichte über Kolonialmächte im Kampf um ein Handelsmonopol                                                                 | Muskatnussbaum / Run (Banda-Inseln) | 0:37  | Podcast • |
| 280      | 03.02.2021 | Der versunkene Kontinent Lemuria                                                                  | Eine Geschichte über einen versunkenen Kontinent, der heute – in bestimmten Kreisen – bekannter ist als je zuvor                   | Lemuria / Philip Lutley Sclater | 0:37  | Podcast • |
| 281      | 10.02.2021 | Der Putschversuch vom 23. Februar 1981                                                            | Eine Geschichte über den 23F oder El Tejerazo – ein gescheiterter Umsturzversuch in Spanien                                        | Putsch vom 23. Februar 1981 / Antonio Tejero | 0:41  | Podcast • |
| 282      | 17.02.2021 | Fredegund, Brunhild und der merowingische Bruderkrieg                                             | Eine Geschichte über mordende merowingische Königinnen und Könige                                                                  | Merowinger / Merowingischer Bruderkrieg / Fredegunde                                                                                                   | 0:49  | Podcast • |
| 283      | 24.02.2021 | Lola Montez                                                                                       | Eine Geschichte über die turbulente Biographie einer außergewöhnlichen Frau                                                        | Lola Montez | 0:53  | Podcast • |
| 284      | 03.03.2021 | „There is death in the pot“ – Friedrich Accum und die Lebensmittelfälscher                        | Eine Geschichte über einen Chemiker, der im 19. Jahrhundert Lebensmittelfälscher bekämpfte                                         | Friedrich Accum / Lebensmittelsicherheit | 0:44  | Podcast • |
| 285      | 10.03.2021 | Joseph Petrosino und die Black Hand                                                               | Eine Geschichte über die Anfänge der Mafia in New York                                                                             | Black Hand Gang / Black Hand (Erpressung) / Mafia / Joseph Petrosino                                                                                   | 0:35  | Podcast • |
| 286      | 17.03.2021 | Die verschwundenen Seefrauen Islands                                                              | Eine Geschichte über Frauen die in Island zur See fuhren – bis sie es nicht mehr taten                                             | Þuríður Einarsdóttir | 0:41  | Podcast • |
| 287      | 24.03.2021 | Eine kurze Geschichte des Ballonfahrens und Fallschirmspringens                                   | Eine Geschichte über Pionierinnen und Pioniere der frühen Luftfahrt                                                                | Ballonfahren / Fallschirmspringen / Gebrüder Montgolfier / Jacques Alexandre César Charles / André-Jacques Garnerin / Hermann Lattemann / Käthe Paulus | 0:38  | Podcast • |
| 288      | 31.03.2021 | Der Senat, der über Leichen ging                                                                  | Eine Geschichte über eine Landreform im antiken Rom, die das Ende der römischen Demokratie einläutete                              | Gracchische Reform / Tiberius Sempronius Gracchus | 0:48  | Podcast • |
| Extra 11 | 05.04.2021 | Extra: Dr. Emma Southon on murder in ancient Rome                                                 | An interview about true crime in ancient Rome.                                                                                     | Gracchische Reform / Tiberius Sempronius Gracchus | 1:00  | Podcast • |
| 289      | 07.04.2021 | Ein Kreuzzug, der einen ungeahnten Verlauf nahm                                                   | Der Vierte Kreuzzug und der Anfang vom Ende des Byzantinischen Reichs                                                              | Vierter Kreuzzug / Byzantinisches Reich | 0:44  | Podcast • |
| 290      | 14.04.2021 | Der Angriff der Leichten Brigade                                                                  | Eine Geschichte über einen Reiterangriff, der so nie stattfinden hätte dürfen.                                                     | Attacke der Leichten Brigade | 0:39  | Podcast • |
| 291      | 21.04.2021 | Ein erfolgreicher Kampf gegen die Kolonialisierung                                                | Eine Geschichte über Äthiopien und Menelik II.                                                                                     | Menelik II. | 0:41  | Podcast • |
| 292      | 28.04.2021 | Paul Grüninger                                                                                    | Eine Geschichte über einen Mann, der seinem Gewissen, nicht den Gesetzen folgte.                                                   | Paul Grüninger | 0:44  | Podcast • |
| 293      | 05.05.2021 | Als in Europa Menschen ausgestellt wurden                                                         | Eine Geschichte über Nayo Bruce und „Völkerschauen“                                                                                | Völkerschau John Calvert Nayo Bruce | 0:43  | Podcast • |
| 294      | 12.05.2021 | Erwin Kreuz                                                                                       | Eine Geschichte über einen Mann der einfach nur San Francisco sehen wollte und stattdessen zu internationaler Berühmtheit gelangte | Erwin Kreuz | 0:37  | Podcast • |
| 295      | 19.05.2021 | Die Verwandlung des Axolotls                                                                      | Eine Geschichte über Amphibien aus Mexiko, die zu globalen Labor- und Haustieren wurden                                            | Axolotl / Marie von Chauvin | 0:39  | Podcast • |
| 296      | 26.05.2021 | Jeanne la Flamme und der bretonische Erbfolgekrieg                                                | Eine Geschichte über Erbstreitigkeiten und eine Frau, die sich einen Namen machte                                                  | Johanna von Flandern / Bretonischer Erbfolgekrieg | 0:45  | Podcast • |
| 297      | 02.06.2021 | Die Revolutionärin und (fast) vergessene Pionierin der Frauenbewegung – Mathilde Franziska Anneke | Eine Geschichte über das faszinierende Leben einer der ersten deutschen Feministinnen                                              | Mathilde Franziska Anneke / Frauenbewegung | 0:34  | Podcast • |
| 298      | 09.06.2021 | Die Grüne Fee und der Absinthismus                                                                | Eine Geschichte über ein Getränk, das sein eigenes Krankheitsbild erhielt                                                          | Absinth | 0:37  | Podcast • |
| 299      | 16.06.2021 | Wie Basketball von James Naismith erfunden wurde                                                  | Eine Geschichte über Sport und seine Verbreitung                                                                                   | Basketball / James Naismith | 0:50  | Podcast • |
| 300      | 23.06.2021 | Der vorläufige Höhepunkt                                                                          | Eine Jubiläumsfolge mit vielen Fragen, Antworten, Glückwünschen und Grüßen                                                         | | 2:45  | Podcast • |
| 301      | 30.06.2021 | Mary Seacole                                                                                      | Eine Geschichte über eine jamaikanische Krankenschwester, die sich im Krimkrieg einen Namen machte                                 | Mary Seacole / Krimkrieg | 0:41  | Podcast • |
| 302      | 07.07.2021 | Sealand und die Gründung einer Mikronation                                                        | Eine Geschichte über Versuche, auf künstlichen Plattformen einen Staat zu gründen                                                  | Sealand / Paddy Roy Bates / Mikronation | 0:41  | Podcast • |
| 303      | 14.07.2021 | Brunelleschi und die Kathedrale von Florenz                                                       | Eine Geschichte über einen Goldschmied, der eines der wichtigsten Gebäude der Renaissance fertigstellte                            | Filippo Brunelleschi / Kathedrale von Florenz | 0:47  | Podcast • |
| 304      | 21.07.2021 | Der Falschgeldbetrug von Alves dos Reis                                                           | Eine Geschichte über die Banknotenkrise in Portugal                                                                                | Falschgeld / Alves dos Reis / Waterlow and Sons | 0:41  | Podcast • |
| 305      | 28.07.2021 | Der Piltdown-Mensch                                                                               | Eine Geschichte über einen zweifelhaften Sensationsfund                                                                            | Piltdown-Mensch | 0:52  | Podcast • |
| 306      | 04.08.2021 | Motoren, Krieg und Inflation – Aufstieg und Fall des Unternehmers Camillo Castiglioni             | Eine Geschichte über einen Mann, der kurzzeitig einer der reichsten Unternehmer Europas war                                        | Camillo Castiglioni | 0:40  | Podcast • |
| 307      | 11.08.2021 | Njinga, Königin von Ndongo und Matamba                                                            | Eine Geschichte über eine Monarchin, die jahrzehntelang Widerstand gegen die Kolonialmacht Portugal leistete                       | Nzinga von Ndongo und Matamba | 0:41  | Podcast • |
| 308      | 18.08.2021 | Eine kurze Geschichte des Urlaubs und Reisens                                                     | Eine Geschichte über Grand Hotels, Sanatorien und Amüsiertourismus                                                                 | Urlaub / Pauschalreise / Sanatorium | 0:42  | Podcast • |
| 309      | 25.08.2021 | Die Bestie des Gévaudan                                                                           | Eine Geschichte über eine Bestie, die vielleicht gar keine war                                                                     | Bestie des Gévaudan | 0:50  | Podcast • |
| 310      | 01.09.2021 | Arbeitskampf, Streik und das Leben der Gewerkschaftspionierin Paula Thiede                        | Eine Geschichte über die Anfänge der Gewerkschaftsbewegung                                                                         | Paula Thiede / Gewerkschaft / Arbeitskampf | 0:36  | Podcast • |
| 311      | 08.09.2021 | Der Imjin-Krieg                                                                                   | Eine Geschichte über den größten Krieg des 16. Jahrhunderts                                                                        | Imjin-Krieg / Toyotomi Hideyoshi | 0:47  | Podcast • |
| 312      | 15.09.2021 | Der beste aller Ritter – das Leben von Guillaume le Maréchal                                      | Eine Geschichte über das Rittertum und das Angevinische Reich                                                                      | William Marshal, 1. Earl of Pembroke / Ritter / Angevinisches Reich                                                                                    | 0:53  | Podcast • |
| 313      | 22.09.2021 | Die Geschwister Herschel                                                                          | Eine Geschichte über zwei Geschwister, die das Universum entdeckten                                                                | Wilhelm Herschel / Caroline Herschel / Astronomie / Teleskop / Neuzeit                                                                                 | 1:06  | Podcast • |
| 314      | 29.09.2021 | Eine kurze Geschichte der Cholera                                                                 | Eine Geschichte über die Wiener Hochquellenleitung und den Cholera-Ausbruch 1892 in Hamburg                                        | Cholera / Wiener Wasserversorgung / Robert Koch / Eduard Suess / Wien / Hamburg                                                                        | 0:45  | Podcast • |
| 315      | 06.10.2021 | Der Mehlkrieg von 1775                                                                            | Eine Geschichte über Wirtschaftspolitik, Mehlpreise und Unruhen                                                                    | Mehlkrieg | 0:39  | Podcast • |
| 316      | 13.10.2021 | Die Shakespeare-Unruhen                                                                           | Eine Geschichte über den Streit zweier Schauspieler, der in einem blutigen Aufstand endete                                         | Astor Place Riot | 0:39  | Podcast • |
| 317      | 20.10.2021 | Roger Tichborne – die wundersame Rückkehr des Sohnes                                              | Eine Geschichte über einen der größten viktorianischen Skandale                                                                    | Roger Tichborne | 0:50  | Podcast • |
| 318      | 27.1.2021  | Der Nuklearunfall von Goiânia                                                                     | Eine Geschichte über Radioaktivität und ihre Gefahren                                                                              | Goiânia-Unfall | 0:46  | Podcast • |
| 319      | 03.11.2021 | Ashoka der Große                                                                                  | Eine Geschichte über einen Herrscher, der nicht mehr kämpfen wollte                                                                | Ashoka | 0:44  | Podcast • |
| 320      | 10.11.2021 | In 72 Tagen um die Welt – Journalistin Nellie Bly                                                 | Eine Geschichte über die schnellste Frau im 19. Jahrhundert                                                                        | Nellie Bly | 0:46  | Podcast • |
| 321      | 17.11.2021 | Aufstieg und möglicher Fall der Banane                                                            | Eine Geschichte über die Frucht, die die Welt veränderte                                                                           | Banane / Cavendish (Banane) | 0:44  | Podcast • |
| 322      | 24.11.2021 | Portugal und der Seeweg nach Indien                                                               | Eine Geschichte über die Anfänge der europäischen Expansion                                                                        | Europäische Expansion / Duarte Pacheco Pereira / Vasco da Gama                                                                                         | 0:41  | Podcast • |
| 323      | 01.12.2021 | Die Republik Ezo und das Ende des Shogunats                                                       | Eine Geschichte über die Transformation Japans                                                                                     | Meiji / Shōgun / Republik Ezo | 0:50  | Podcast • |
| 324      | 08.12.2021 | Mit dem Ballon zum Nordpol – Andrées Polarexpedition von 1897                                     | Eine Geschichte über eine Arktisexpedition mit tragischem Ende                                                                     | Andrées Polarexpedition von 1897 / Salomon August Andrée / Nils Strindberg                                                                             | 0:54  | Podcast • |
| 325      | 15.12.2021 | Der Große Smog von 1952                                                                           | Eine Geschichte über tödlichen Nebel                                                                                               | Smog-Katastrophe in London 1952 | 0:44  | Podcast • |
| 326      | 22.12.2021 | Ausgestorbene und außergewöhnliche Berufe                                                         | Eine Geschichte über Kunstfurzer, Vierzehnte, menschliche Wecker und mobile Toilettendienstleister                                 | Roland der Furzer / Joseph Pujol / Abtrittanbieter / Triskaidekaphobie                                                                                 | 0:39  | Podcast • |
| 327      | 29.12.2021 | Das große Geburtenrennen von Toronto                                                              | Eine Geschichte über ein Erbe, das einen Geburtenboom auslöste                                                                     | Charles Vance Millar | 0:38  | Podcast • |

## 2022
| Nr.    | Datum      | Titel                                                                           | Untertitel | Thema | Dauer | Links     |
| ------ | ---------- | ------------------------------------------------------------------------------- | --- | --- | ----- | --------- |
| 328    | 05.01.2022 | P. T. Barnum und die größte Show der Welt                                       | Eine Geschichte über ein spektakuläres Museum, einen Zoo und den König der Elefanten                              | P. T. Barnum / Barnum’s American Museum / Jumbo (Elefant) / Charles Stratton / Louis-Auguste Cyparis                 | 0:37  | Podcast • |
| 329    | 12.01.2022 | Wie der Wolf zum Hund wurde                                                     | Eine Geschichte über den ersten Freund des Menschen                                                               | Hund / Wolf / Paläontologie                                                                                          | 0:43  | Podcast • |
| 330    | 19.01.2022 | Zum Tode verurteilt – Catharina Linck alias Anastasius Lagrantinus Rosenstengel | Eine Geschichte über das Leben der letzten Frau, die in Europa wegen »Unzucht mit einem Weybe« hingerichtet wurde | Catharina Margaretha Linck                                                                                           | 0:47  | Podcast • |
| 331    | 26.01.2022 | Wie Tetris die Welt eroberte                                                    | Eine Geschichte über ein sowjetisches Spiel, das den Westen eroberte                                              | Tetris#Geschichte | 0:51  | Podcast • |
| 332    | 02.02.2022 | Wie Gregor MacGregor ein Land verkaufte, das es gar nicht gab                   | Eine Geschichte über den Hochstapler, der das Land Poyais erfand                                                  | Gregor MacGregor / Miskitoküste                                                                                      | 0:40  | Podcast • |
| 333    | 09.02.2022 | Alexandria                                                                      | Eine Geschichte über die vielleicht bedeutendste Stadt der Antike                                                 | Alexandria / Alexander der Große                                                                                     | 0:56  | Podcast • |
| 334    | 16.02.2022 | Rachel Carson und der stumme Frühling                                           | Eine Geschichte über die Aalfrage und das Verbot von DDT                                                          | Rachel Carson / Der stumme Frühling / Dichlordiphenyltrichlorethan / Pestizid / Aale                                 | 0:44  | Podcast • |
| 335    | 23.02.2022 | Aqua Tofana und die Giftmischerinnen des 17. Jahrhunderts                       | Eine Geschichte über ein Gift und seinen Mythos                                                                   | Aqua Tofana | 0:44  | Podcast • |
| 336    | 02.03.2022 | George Smith und die Entdeckung des Gilgamesch-Epos                             | Eine Geschichte über die Entzifferung der Keilschrift                                                             | George Smith / Gilgamesch-Epos / Keilschrift / Ninive / Henry Creswicke Rawlinson / Edward Hincks                    | 0:44  | Podcast • |
| 337    | 09.03.2022 | Über Hummer, Kaviar und wie das Loch in den Donut kam                           | Eine Geschichte über Delikatessen, die nicht immer welche waren                                                   | Delikatesse / Hummer / Kaviar / Donut                                                                                | 0:48  | Podcast • |
| 338    | 16.03.2022 | Eine neue Gesellschaft – Frühsozialist Robert Owen                              | Eine Geschichte über einen Sozialreformer und Baumwollfabrikanten                                                 | Robert Owen / Genossenschaft / Frühsozialismus / Baumwolle / New Lanark                                              | 0:41  | Podcast • |
| 339    | 23.03.2022 | Der Vocoder                                                                     | Eine Geschichte über Kryptographie und elektronische Musik                                                        | Vocoder / Kryptographie / Elektronische Musik                                                                        | 0:44  | Podcast • |
| 340    | 30.03.2022 | Tauben, die Raketen steuern und Kybernetik                                      | Eine Geschichte über den Behaviorismus und B.F. Skinner                                                           | B. F. Skinner / Behaviorismus / Norbert Wiener / Kybernetik / Wandertaube                                            | 0:45  | Podcast • |
| 341    | 06.04.2022 | Der Exorzismus der Marthe Brossier                                              | Eine Geschichte über einen politischen Exorzismus                                                                 | Marthe Brossier / Exorzismus                                                                                         | 0:40  | Podcast • |
| 342    | 13.04.2022 | Das Stockholmer Blutbad                                                         | Eine Geschichte über den Beginn der eigenständigen schwedischen Monarchie                                         | Stockholmer Blutbad / Christian II. (Dänemark, Norwegen und Schweden) / Kalmarer Union                               | 0:40  | Podcast • |
| 343    | 20.04.2022 | Phoebus und die geplante Obsoleszenz                                            | Eine Geschichte über Glühbirnen und Wegwerfwirtschaft                                                             | Phoebuskartell / Geplante Obsoleszenz                                                                                | 0:49  | Podcast • |
| 344    | 27.04.2022 | Der Artischockenkrieg                                                           | Eine Geschichte über den Kampf gegen die Mafia in New York                                                        | Artischockenkriege / Artischocken / Mafia / Cosa Nostra / Fiorello LaGuardia                                         | 0:49  | Podcast • |
| FGAG 1 | 29.04.2022 | Atlantropa                                                                      | Eine Sonderfolge mit Feedback und einem Gespräch über einen Superkontinent                                        | Atlantropa | 1:06  | Podcast • |
| 345    | 04.05.2022 | Suffrajitsu                                                                     | Eine Geschichte über Kampfkunst und Frauenwahlrecht                                                               | Edith Garrud / Suffragetten / Frauenwahlrecht / Women’s Social and Political Union / Jiu Jitsu                       | 0:38  | Podcast • |
| 346    | 11.05.2022 | Die längste Hängebrücke der Welt                                                | Eine Geschichte über den Bau der Brooklyn Bridge in New York                                                      | Brooklyn Bridge / John Augustus Roebling / Washington Augustus Roebling / Emily Warren Roebling                      | 0:48  | Podcast • |
| 347    | 18.05.2022 | Adrianopel 378                                                                  | Eine Geschichte über die wohl folgenreichste Schlacht des römischen Reichs                                        | Schlacht von Adrianopel (378) / Edirne / Valens / Goten                                                              | 0:44  | Podcast • |
| 348    | 25.05.2022 | Der Anschlag auf die Mosel                                                      | Eine Geschichte übers Auswandern und einen unglaublichen Versicherungsbetrug                                      | Anschlag auf die Mosel / Albert Ballin / Hamburg-Amerikanische Packetfahrt-Actien-Gesellschaft / Norddeutscher Lloyd | 0:40  | Podcast • |
| 349    | 01.06.2022 | Konstantin Phaulkon im Königreich Ayutthaya                                     | Eine Geschichte über einen griechischen Aufsteiger in einem siamesischen Königreich                               | Constantine Phaulkon / Königreich Ayutthaya / Narai                                                                  | 0:40  | Podcast • |
| 350    | 08.06.2022 | Der Bauernkrieg und die Revolution von 1525                                     | Eine Geschichte über Aufstände und ihre Niederwerfung                                                             | Michael Gaismair / Bauernjörg / Zwölf Artikel / Bauernhaufen / Deutscher Bauernkrieg / Liste von Bauernaufständen    | 0:45  | Podcast • |
| 351    | 15.06.2022 | Die Erfindung des Saxophons – Aufstieg und Fall des Adolphe Sax                 | Eine Geschichte über Adolphe Sax und seine wichtigste Erfindung                                                   | Saxophon / Adolphe Sax                                                                                               | 0:49  | Podcast • |
| 352    | 22.06.2022 | Wallace und das Rennen um die Evolutionstheorie                                 | Eine Geschichte über einen Naturforscher, Darwin und die Artenfrage                                               | Alfred Russel Wallace / Charles Darwin / Evolutionstheorie                                                           | 0:53  | Podcast • |
| FGAG 2 | 24.06.2022 | Mord auf Ex                                                                     | Eine Sonderfolge mit Feedback und einem True Crime-Crossover                                                      | Galápagos-Affäre | 2:20  | Podcast • |
| 353    | 29.06.2022 | Wallada                                                                         | Eine Geschichte über die berühmteste andalusische Poetin                                                          | Wallada bint al-Mustakfi / Kalifat von Cordoba / Ibn Zaidun                                                          | 0:45  | Podcast • |
| 354    | 06.07.2022 | Die Halsbandaffäre                                                              | Eine Geschichte über einen Betrug am französischen Königshof                                                      | Marie Antoinette / Französische Revolution                                                                           | 0:55  | Podcast • |
| 355    | 13.07.2022 | Der Englische Schweiß                                                           | Eine Geschichte über eine mysteriöse Krankheit des 15. und 16. Jahrhunderts                                       | Englischer Schweiß                                                                                                   | 0:46  | Podcast • |
| 356    | 20.07.2022 | Das DeLorean-Drama                                                              | Eine Geschichte über John DeLorean und den DMC-12                                                                 | John DeLorean / DMC-12                                                                                               | 0:53  | Podcast • |
| 357    | 27.07.2022 | Mary Kingsley                                                                   | Eine Geschichte über eine viktorianische Frau die Westafrika erforschte                                           | Mary Kingsley / Westafrika                                                                                           | 0:45  | Podcast • |
| FGAG 3 | 31.07.2022 | Erwin Kreuz – ein Update                                                        | Eine Sonderfolge mit Feedback und einem Update zu unserer Folge über Erwin Kreuz                                  | Englischer Schweiß / Erwin Kreuz                                                                                     | 0:56  | Podcast • |
| 358    | 03.08.2022 | Philipp Reis und die Erfindung des Telefons                                     | Warum das Pferd keinen Gurkensalat frisst                                                                         | Telefon / Philipp Reis / Alexander Graham Bell / Antonio Meucci / Elisha Gray                                        | 0:44  | Podcast • |
| 359    | 10.08.2022 | Eine kleine Geschichte des Schachspiels                                         | Eine Geschichte über ein Spiel, das die Welt veränderte                                                           | Schach / Feudalgesellschaft                                                                                          | 0:54  | Podcast • |
| 360    | 17.08.2022 | Unglück am Matterhorn                                                           | Eine kurze Geschichte des Alpinismus                                                                              | Matterhorn / Alpinismus                                                                                              | 0:58  | Podcast • |
| 361    | 24.08.2022 | Gustave Trouvé – der vergessene Erfinder                                        | Eine Geschichte über den Entwickler des ersten Elektrofahrzeugs                                                   | Gustave Trouvé / Elektrifizierung / Paris / Elektrofahrzeug                                                          | 0:50  | Podcast • |
| FGAG 4 | 28.08.2022 | Reinhard und das Reis-Telefon                                                   | Eine Sonderfolge mit Feedback und einem Update zu unserer Telefon-Folge                                           | Telefon / Philipp Reis                                                                                               | 1:14  | Podcast • |
| 362    | 31.08.2022 | Bayerns letzte Kurfürstin                                                       | Eine Geschichte über das Leben von Maria Leopoldine                                                               | Kurfürst Karl Theodor / Maria Leopoldine / Wittelsbach                                                               | 0:41  | Podcast • |
| 363    | 07.09.2022 | Duke Kahanamoku                                                                 | Eine Geschichte über den Vater des modernen Surfsports                                                            | Hawaii / Duke Kahanamoku / Wellenreiten                                                                              | 0:53  | Podcast • |
| 364    | 14.09.2022 | Mord und Madrigale – Carlo Gesualdo                                             | Eine Geschichte über Musik in der Renaissance                                                                     | Neapel / Maria d’Avalos / Fabrizio Carafa / Carlo Gesualdo da Venosa                                                 | 0:45  | Podcast•  |
| 365    | 21.09.2022 | The Ghost Army                                                                  | Eine Geschichte über eine Armee, die eigentlich gar nicht existierte                                              | 2. Weltkrieg / 23rd Headquarters Special Troops                                                                      | 0:50  | Podcast•  |
| 366    | 28.09.2022 | Das Attentat von Anagni                                                         | Eine Geschichte über das Große Schisma und Päpste in Avignon                                                      | Attentat von Anagni / Bonifatius VIII. / Philipp IV.                                                                 | 0:41  | Podcast•  |
| FGAG 5 | 02.10.2022 | Duke in Paris, Jazzualdo und die Ghost Army                                     | Eine weitere Sonderfolge mit Feedback zu den Folgen des letzten Monats                                            | Alpinismus / Carlo Gesualdo da Venosa / 23rd Headquarters Special Troops / Maria Leopoldine / Duke Kahanamoku        | 0:37  | Podcast•  |
| 367    | 05.10.2022 | Untergang und Comeback der VASA                                                 | Eine Geschichte über die kurze Karriere aber das lange Leben eines Kriegsschiffs                                  | Gustav II. Adolf / Vasa                                                                                              | 0:46  | Podcast•  |
| 368    | 12.10.2022 | Wie das Jod ins Salz kam                                                        | Eine Geschichte über Kropf, Kretinismus und ein Spurenelement                                                     | Speisesalz / Jodmangel / Kropf / Kretinismus                                                                         | 0:43  | Podcast•  |
| 369    | 19.10.2022 | Der Struwwelpeter                                                               | Eine Geschichte über das bekannteste Kinderbuch der Welt                                                          | Struwwelpeter / Heinrich Hoffmann                                                                                    | 0:44  | Podcast•  |
| 370    | 26.10.2022 | Der Kodex des Archimedes                                                        | Eine Geschichte über die Überlieferung antiker Texte                                                              | Archimedes / Archimedes-Palimpsest                                                                                   | 0:53  | Podcast•  |
| FGAG 6 | 30.10.2022 | Egostory, Schwesterschiff und ein Freispruch für die Gletscher                  | Eine Sonderfolge mit Feedback zu den Folgen des letzten Monats                                                    | Struwwelpeter / Vasa / Speisesalz / Jodmangel                                                                        | 0:57  | Podcast•  |
| 371    | 02.11.2022 | Galla Placidia                                                                  | Eine Geschichte über die mächtigste Frau der Spätantike                                                           | Rom / Galla Placidia / Weströmisches Reich                                                                           | 1:00  | Podcast•  |
| 372    | 09.11.2022 | Wie das Roulette eine Null verlor                                               | Eine Geschichte über einen Börsenbetrug und Spielcasinos                                                          | François Blanc / Optische Telegrafie / Spielbank / Spielbank Monte-Carlo                                             | 0:46  | Podcast•  |
| 373    | 16.11.2022 | Morocco und der Kluge Hans                                                      | Eine Geschichte über zwei außergewöhnliche Pferde                                                                 | Marocco / Kluger Hans                                                                                                | 0:49  | Podcast•  |
| 374    | 23.11.2022 | Ludwik Fleck und das Fleckfieber                                                | Eine Geschichte über die Bekämpfung einer Krankheit                                                               | Fleckfieber / Ludwik Fleck                                                                                           | 0:43  | Podcast•  |
| FGAG 7 | 27.11.2022 | Bibi & Tina, Casinos in Macau und noch mehr Schiffe in Maisfeldern              | Eine Sonderfolge mit Feedback zu den Folgen des letzten Monats                                                    | Galla Placidia / Bibi & Tina / Macau                                                                                 | 0:52  | Podcast•  |
| 375    | 30.11.2022 | Sofia Kowalewskaja, „Königin der Wissenschaft“                                  | Eine Geschichte über eine Frau, die das Unmögliche möglich machte                                                 | Sofia Kowalewskaja / Satz von Cauchy-Kowalewskaja                                                                    | 0:52  | Podcast•  |
| 376    | 07.12.2022 | Nagelmackers und der Orient-Express                                             | Eine Geschichte über Schlaf- und Speisewagen                                                                      | Nagelmackers / Orient-Express / Compagnie Internationale des Wagons-Lits / Nachtzug / Speisewagen                    | 0:53  | Podcast•  |
| 377    | 14.12.2022 | Aufstieg und Fall des Templerordens                                             | Eine Geschichte über den mystifiziertesten Ritterorden des Mittelalters                                           | Templerorden | 0:58  | Podcast•  |
| 378    | 21.12.2022 | Ein langer Marsch durch Feindesland                                             | Eine Geschichte über Xenophon und den Marsch der Zehntausend                                                      | Xenophon / Anabasis (Xenophon) / Perserreich                                                                         | 0:55  | Podcast•  |
| 379    | 28.12.2022 | Theodor von Neuhoff – König von Korsika                                         | Eine Geschichte über einen Aufsteiger, der zum König wird                                                         | Theodor von Neuhoff / Korsika                                                                                        | 0:59  | Podcast•  |

## 2023
| Nr.     | Datum      | Titel                                                                                               | Untertitel | Thema                                                                                      | Dauer | Links     |
| ------- | ---------- | --------------------------------------------------------------------------------------------------- | --- | ------------------------------------------------------------------------------------------ | ----- | --------- |
| 380     | 04.01.2023 | Das Maß aller Dinge                                                                                 | Eine Geschichte über die Suche nach dem Urmeter | Jean-Baptiste Joseph Delambre / Pierre Méchain / Urmeter                                   | 0:54  | Podcast • |
| FGAG 8  | 08.01.2023 | In der Stratosphäre                                                                                 | Ein FeedGAG über Templer, den Orientexpress und Mathematikprofessorinnen.                                                                                 | Sofia Kowalewskaja / Nagelmackers / Orient-Express / Templerorden                          | 0:49  | Podcast • |
| 381     | 11.01.2023 | Mau Piailug und die Besiedelung des Pazifiks                                                        | Eine Geschichte über einen Mann, der eine antike Tradition wiederbelebte                                                                                  | Lapita-Kultur / Pius Mau Piailug                                                           | 0:58  | Podcast • |
| 382     | 18.01.2023 | Der erste Film                                                                                      | Eine Geschichte über Louis Le Prince und wie er spurlos verschwand                                                                                        | Louis Le Prince / Filmgeschichte / Thomas Edison / Filmindustrie                           | 0:50  | Podcast • |
| 383     | 25.01.2023 | Bletchley Park                                                                                      | Eine Geschichte über die größte Codeknackeroperation des 2. Weltkriegs                                                                                    | Bletchley Park / Kryptologie                                                               | 1:02  | Podcast • |
| 384     | 01.02.2023 | Flaschenpost und die Erforschung der Ozeane                                                         | Über die (erstaunlich junge) Geschichte der Flaschenpost und warum sie letztlich in der Literatur mehr Einfluss hinterlassen hat als in der Wissenschaft. | Flaschenpost / Georg von Neumayer                                                          | 0:49  | Podcast • |
| 385     | 08.02.2023 | Delmonico’s und der erste Starkoch der USA                                                          | Eine Geschichte über das erste Restaurant der USA | Delmonico’s Restaurant / Eggs Benedict                                                     | 0:53  | Podcast • |
| 386     | 15.02.2023 | Der Wettlauf zum Nordpol                                                                            | Eine Geschichte über August Petermann und das eisfreie Nordpolarmeer                                                                                      | August Petermann / Nordpolarmeer                                                           | 0:51  | Podcast • |
| 387     | 22.02.2023 | Nurhaci und die Entstehung der Mandschu                                                             | Eine Geschichte über den Wegbereiter der Qing-Dynastie | Nurhaci / Qing-Dynastie / Mandschu                                                         | 0:55  | Podcast • |
| FGAG 9  | 26.02.2023 | Theodor von Neuhoff, Verwirrungen im metrischen System und warum Bletchley Park den Krieg verkürzte | Feedback zu von Neuhoff, Bletchley Park, Mau Piailug und mehr                                                                                             | Theodor von Neuhoff / Bletchley Park / Pius Mau Piailug                                    | 0:49  | Podcast • |
| 388     | 01.03.2023 | Marie Tussaud und die Wachsfiguren                                                                  | Die Geschichte einer Unternehmerin, die eine der beliebtesten Touristenattraktionen Londons gründete                                                      | Marie Tussaud / Madame Tussauds                                                            | 0:44  | Podcast • |
| 389     | 08.03.2023 | Spieglein, Spieglein an der Wand                                                                    | Eine Geschichte über Industriespionage und die Entwicklung des Spiegels                                                                                   | Spiegel / Murano                                                                           | 0:59  | Podcast • |
| 390     | 15.03.2023 | Kleopatra Selene und das Ende der Römischen Republik                                                | Eine Geschichte über Kleopatras einzige Tochter und wie sie zur Königin wurde                                                                             | Kleopatra Selene                                                                           | 0:57  | Podcast • |
| 391     | 22.03.2023 | Celia Cooney, die Banditin mit der Kurzhaarfrisur                                                   | Eine Geschichte über eine Frau, die NYC in Atem hielt | Celia Cooney                                                                               | 0:49  | Podcast • |
| 392     | 29.03.2023 | Phosphor und der Streik der Streichholzarbeiterinnen                                                | Eine Geschichte über einen erfolgreichen Arbeitskampf | Phosphor / Streichholz / Streik der Streichholzarbeiterinnen                               | 0:51  | Podcast • |
| 393     | 05.04.2023 | Die Schlacht von Zama                                                                               | Eine Geschichte über die Entscheidungsschlacht des 2. Punischen Kriegs                                                                                    | Schlacht von Zama / Hannibal / Scipio                                                      | 0:50  | Podcast • |
| 394     | 12.04.2023 | Die Verurteilung von Sacco und Vanzetti                                                             | Eine Geschichte über zwei italienische Einwanderer in den USA                                                                                             | Sacco und Vanzetti                                                                         | 0:55  | Podcast • |
| 395     | 19.04.2023 | Barbe-Nicole Ponsardin und die Begründung eines Champagnerimperiums                                 | Eine Geschichte über eine Frau, deren Champagner die Welt begeisterte                                                                                     | Barbe-Nicole Clicquot-Ponsardin                                                            | 0:56  | Podcast • |
| 396     | 26.04.2023 | Helene Kottannerin und der Raub der Stephanskrone                                                   | Eine Geschichte über eine Kammerfrau und einen nachgeborenen König                                                                                        | Helene Kottannerin / Stephanskrone                                                         | 0:51  | Podcast • |
| 397     | 03.05.2023 | Hy Brasil                                                                                           | Eine Geschichte über frühe Kartographie, Kabeljau und eine Phantominsel                                                                                   | Brasilinsel / Kartographie                                                                 | 0:47  | Podcast • |
| 398     | 10.05.2023 | Der Goldene Brief                                                                                   | Eine Geschichte über den birmanischen König Alaungphaya                                                                                                   | Alaungpaya / Goldener Brief                                                                | 0:44  | Podcast • |
| 399     | 17.05.2023 | John Brown und sein gescheiterter Sklavenaufstand                                                   | Eine Geschichte über den militantesten Abolitionisten der USA                                                                                             | John Brown (Abolitionist) / Abolitionismus                                                 | 0:59  | Podcast • |
| 400     | 24.05.2023 | GAG X Anno Mundi – Anicia Juliana                                                                   | Eine Jubiläumsfolge mit Dr. Günter L. Fuchs | Anicia Iuliana / Byzantinisches Reich                                                      | 1:29  | Podcast • |
| 401     | 31.05.2023 | Amerika und die Weltkarte von Waldseemüller                                                         | Eine Geschichte über Kartografie | Martin Waldseemüller / Kartografie                                                         | 1:02  | Podcast • |
| 402     | 07.06.2023 | Die Vegetarian Society und die Begründung des modernen Vegetarismus                                 | Eine Geschichte über viktorianische Reformen, vegetarische Ärzte und den Vegetarismus als Lebensstil                                                      | Vegetarian Society / Vegetarismus                                                          | 1:03  | Podcast • |
| 403     | 14.06.2023 | Maxentius – Der letzte Kaiser in Rom                                                                | Eine Folge über die Tetrarchie und die Schlacht an der Milvischen Brücke                                                                                  | Maxentius / Schlacht an der Milvischen Brücke                                              | 0:49  | Podcast • |
| 404     | 21.06.2023 | Not Found                                                                                           | Eine Geschichte über 404-Fehler der Geschichte | HTTP-Statuscode / Hängende Gärten der Semiramis / Bernsteinzimmer / Kodungallur / Pattanam | 0:59  | Podcast • |
| 405     | 28.06.2023 | Bonifatius, Apostel der Deutschen                                                                   | Eine Geschichte über die Christianisierung Europas | Bonifatius                                                                                 | 0:49  | Podcast • |
| 406     | 05.07.2023 | Die SMS Wolf und die Piraten des Kaisers                                                            | Eine Geschichte über Freibeuter im 1. Weltkrieg | Wolf                                                                                       | 0:54  | Podcast • |
| 407     | 12.07.2023 | Das katastrophale Ende einer Kolonie                                                                | Eine Geschichte über die Magellanstraße und englische Freibeuter                                                                                          | Puerto del Hambre / Thomas Cavendish                                                       | 0:47  | Podcast • |
| 408     | 19.07.2023 | Das kurze und tragische Leben des Évariste Galois                                                   | Eine Geschichte über einen mathematischen Visionär | Évariste Galois                                                                            | 1:02  | Podcast • |
| 409     | 26.07.2023 | Pferdefotos und ein Mord                                                                            | Eine Geschichte über den Fotopionier Eadweard Muybridge                                                                                                   | Eadweard Muybridge                                                                         | 0:52  | Podcast • |
| FGAG 10 | 30.07.2023 | Die Rückkehr, eine Ankündigung und ein Interview                                                    | Feedback, eine Challenge und ein Gespräch mit Jasmin Lörchner von HerStory                                                                                |                                                                                            | 1:39  | Podcast • |
| 410     | 02.08.2023 | Lady Six Sky und eine kurze Geschichte der Maya                                                     | Eine kleine Geschichte der Maya Zivilisation und einer ihrer Herrscherinnen                                                                               | Maya-Zivilisation / Lady Six Sky                                                           | 1:10  | Podcast • |
| 411     | 09.08.2023 | Der Untergang der Thomas W. Lawson                                                                  | Eine Geschichte über das größte Segelschiff der Welt und eine Ölkatastrophe                                                                               | Thomas W. Lawson                                                                           | 0:51  | Podcast • |
| 412     | 16.08.2023 | Samuel Pepys und das außergewöhnlichste Tagebuch des 17. Jahrhunderts                               | Eine Geschichte über einen Mann und sein Tagebuch | Samuel Pepys                                                                               | 0:56  | Podcast • |
| 413     | 23.08.2023 | Paracelsus – Arzt und Alchemist                                                                     | Eine Geschichte über den bekanntesten Arzt der Frühen Neuzeit                                                                                             | Paracelsus                                                                                 | 0:50  | Podcast • |
| 414     | 30.08.2023 | Ibn Fadlān und die Reise zur Wolga                                                                  | Eine Geschichte über eine Gesandtschaft zur Wolga | Ibn Fadlān                                                                                 | 0:50  | Podcast • |
| 415     | 06.09.2023 | Polarpionier Fridtjof Nansen                                                                        | Eine Geschichte über einen Forscher, Botschafter und Friedensnobelpreisträger                                                                             | Fridtjof Nansen                                                                            | 0:48  | Podcast • |
| 416     | 13.09.2023 | Wie das Münzgeld entstand                                                                           | Eine Geschichte über Lydien und eine weltverändernde Revolution                                                                                           | Lydien#Münzen / Münze#Anfänge in Kleinasien, Griechenland und China                        | 1:04  | Podcast • |
| 417     | 20.09.2023 | Auf der Suche nach den Quellen des Nils                                                             | Eine Geschichte über indigene Begleiter und europäische Forschungsreisende                                                                                | Nil#Neuzeit                                                                                | 0:50  | Podcast • |
| FGAG 11 | 24.09.2023 | Samuel Pepys, Lady Six Sky und Daniel singt                                                         | Der Einlauf von Pepys, die Frauen bei Ibn Fadlan und eine Gesangseinlage von Daniel                                                                       | Samuel Pepys / Lady Six Sky / Ibn Fadlān                                                   | 1:03  | Podcast • |
| 418     | 27.09.2023 | Das älteste Gewürz der Welt                                                                         | Eine Geschichte über Senf und seinen Siegeszug im 19. Jahrhundert                                                                                         | Senf                                                                                       | 1:13  | Podcast • |
| 419     | 04.10.2023 | Therese von Thurn und Taxis und das Ende der Reichspost                                             | Eine Geschichte über das Ende der Kaiserlichen Reichspost, den Reichsdeputationshauptschluss und das Ende des Heiligen Römischen Reichs.                  | Therese zu Mecklenburg / Kaiserliche Reichspost / Reichsdeputationshauptschluss            | 0:50  | Podcast • |
| 420     | 11.10.2023 | Harry Anslinger und der erste „War on Drugs“                                                        | Eine Geschichte über das erste flächendeckende Cannabisverbot der USA                                                                                     | Rechtliche Regelungen zu Cannabis nach Ländern#Vereinigte Staaten                          | 0:57  | Podcast • |
| 421     | 18.10.2023 | Playfair und die Erfindung des Balkendiagramms                                                      | Eine Geschichte über die Entstehung der modernen Infografik                                                                                               | William Playfair / Balkendiagramm                                                          | 0:57  | Podcast • |
| 422     | 25.10.2023 | Eine kleine Geschichte der Parapsychologie                                                          | Eine Geschichte über Geister, Medien und Telekinese zu Beginn des 20. Jahrhunderts in Wien                                                                | Parapsychologie                                                                            | 0:55  | Podcast • |
| 423     | 01.11.2023 | Der Sohn Gottes Hong Xiuquan und sein Aufstand gegen das imperiale China                            | Eine Geschichte über den Taiping Bürgerkrieg im China des 19. Jahrhunderts                                                                                | Taiping-Aufstand                                                                           | 1:05  | Podcast • |
| 424     | 08.11.2023 | Die Erfindung der Briefmarke                                                                        | Eine Geschichte über eine Postreform und ihre Folgen | London Penny Post / Briefmarke                                                             | 0:56  | Podcast • |
| 425     | 15.11.2023 | Shampooing und die vier Leben des Dean Mahomet                                                      | Eine Geschichte über den Mann der das Shampoonieren nach Europa brachte                                                                                   | Shampoo / Sake Dean Mahomed                                                                | 0:56  | Podcast • |
| 426     | 22.11.2023 | Die erste Regisseurin – Alice Guy                                                                   | Eine Geschichte über eine vergessene Filmpionierin | Alice Guy-Blaché                                                                           | 0:56  | Podcast • |
| 427     | 29.11.2023 | Das Große Erdbeben von Lissabon                                                                     | Eine Geschichte über eine Naturkatastrophe mit weitreichenden Folgen                                                                                      | Erdbeben von Lissabon 1755 / Sebastião José de Carvalho e Melo                             | 0:58  | Podcast • |
| 428     | 06.12.2023 | Der Fälscher Konstantinos Simonides                                                                 | Eine Folge über antike Texte und die älteste Bibelhandschrift der Welt                                                                                    | Konstantinos Simonides                                                                     | 1:04  | Podcast • |
| 429     | 13.12.2023 | Der Eimerkrieg                                                                                      | Eine Geschichte über einen Krieg, dessen Auslöser gar nicht sein Auslöser war                                                                             | Eimerkrieg                                                                                 | 0:58  | Podcast • |
| 430     | 20.12.2023 | Gefangene und Königin – Johanna I. von Kastilien                                                    | Eine Geschichte über das tragische Leben einer verhinderten Königin                                                                                       | Johanna „die Wahnsinnige“                                                                  | 0:50  | Podcast • |
| FGAG 12 | 24.12.2023 | Viel Post, viel Feedback, viel Freude                                                               | Der letzte FeedGAG des Jahres 2023 |                                                                                            | 1:30  | Podcast • |
| 431     | 27.12.2023 | Auguste Escoffier, Kaiser der Köche                                                                 | Eine Geschichte über den wahrscheinlich berühmtesten Koch der Welt                                                                                        | Auguste Escoffier                                                                          | 1:06  | Podcast • |

## 2024
| Nr.      | Datum      | Titel                                                                               | Untertitel | Thema                                                                                        | Dauer | Links     |
| -------- | ---------- | ----------------------------------------------------------------------------------- | --- | -------------------------------------------------------------------------------------------- | ----- | --------- |
| 432      | 03.01.2024 | Ein bitteres Heilmittel                                                             | Benjamin Siegert und die Erfindung von Angosturabitter                                                                             | Johann Gottlieb Benjamin Siegert / Angosturabitter                                           | 0:52  | Podcast • |
| 433      | 10.01.2024 | Der Schinderhannes                                                                  | Eine Geschichte über einen Räuber und sein Vermächtnis                                                                             | Johannes Bückler                                                                             | 0:58  | Podcast • |
| 434      | 17.01.2024 | Ein willkommener Mörder                                                             | Eine Geschichte über den Goldschmied und Bildhauer Benvenuto Cellini                                                               | Benvenuto Cellini / Saliera                                                                  | 0:59  | Podcast • |
| 435      | 24.01.2024 | Die Schlacht bei Carrhae                                                            | Eine Geschichte über eine Schlacht, die Rom seine Grenzen aufzeigte                                                                | Schlacht bei Carrhae                                                                         | 1:03  | Podcast • |
| 436      | 31.01.2024 | Die Jagd nach Eldorado                                                              | Eine Geschichte über Konquistadoren und die Gier nach Gold                                                                         | Eldorado / Philipp von Hutten                                                                | 0:44  | Podcast • |
| FGAG13   | 04.02.2024 | Post aus der Antarktis, Korrekturen zum Deutsch-Französischen Krieg und vieles mehr | Ein FeedGAG mit Post aus aller Welt, diversen Korrekturen aber auch Ergänzungen zu u. a. Cellini, Angostura und dem Schinderhannes |                                                                                              | 1:28  | Podcast • |
| 437      | 07.02.2024 | Die holprige Karriere des Reißverschlusses                                          | Eine Geschichte über eine Idee, die Jahrzehnte brauchte, um die Welt zu erobern                                                    | Reißverschluss                                                                               | 1:05  | Podcast • |
| 438      | 14.02.2024 | Die Pinkerton-Detektei                                                              | Eine Geschichte über Detektive und Streikbrecher                                                                                   | Pinkerton (Detektei)                                                                         | 0:53  | Podcast • |
| 439      | 21.02.2024 | Kyros II. und die Entstehung eines Mythos                                           | Eine Geschichte über die Anfänge des persischen Achämenidenreichs                                                                  | Kyros II. / Achämenidenreich                                                                 | 0:56  | Podcast • |
| 440      | 28.02.2024 | Eine Giraffe für den König                                                          | Eine Geschichte über Zarafa und ihren Weg nach Paris                                                                               | Zarafa / Muhammad Ali Pascha                                                                 | 0:56  | Podcast • |
| 441      | 06.03.2024 | Jemima Nicholas und die Schlacht von Fishguard                                      | Eine Geschichte über die letzte Invasion Großbritanniens                                                                           | Schlacht von Fishguard / Jemima Nicholas                                                     | 0:50  | Podcast • |
| 442      | 13.03.2024 | Eine kurze Geschichte des Fahrrads                                                  | Eine Geschichte über Velozipede, Hochräder und Safetys                                                                             | Geschichte des Fahrrads / Hochrad / Safety-Bicycle                                           | 1:00  | Podcast • |
| 443      | 20.03.2024 | J.S. Bach oder Wie sich ein Komponist den Lebensunterhalt verdient                  | Eine Geschichte über den beruflichen Werdegang von Johann Sebastian Bach                                                           | Johann Sebastian Bach                                                                        | 1:10  | Podcast • |
| 444      | 27.03.2024 | Die Erfindung von Heroin und Aspirin                                                | Eine Geschichte über ein Wundermittel, das zur Droge wurde                                                                         | Heroin / Aspirin / Felix Hoffmann / Arthur Eichengrün                                        | 0:54  | Podcast • |
| 445      | 03.04.2024 | Alexandra David-Néel                                                                | Eine Geschichte über ein Leben, das seinen Höhepunkt am Dach der Welt erreicht                                                     | Alexandra David-Néel                                                                         | 0:56  | Podcast • |
| FGAG14   | 07.04.2024 | Über Knopflöcher, Propaganda im frühen Perserreich und zu hohe Fahrräder            | Eine Feedbackfolge zum Reißverschluss, J. S. Bach, Kyros II., Fahrrädern und mehr                                                  |                                                                                              | 1:18  | Podcast • |
| 446      | 10.04.2024 | Ein Duft aus Köln                                                                   | Eine Geschichte über Parfüms, Eau de Cologne und einen langen Rechtsstreit                                                         | Kölnisch Wasser / Johann Maria Farina gegenüber dem Jülichs-Platz / 4711                     | 0:56  | Podcast • |
| 447      | 17.04.2024 | Christina, Hans und Heinrich oder Wie ein Gemälde entsteht                          | Eine Geschichte über das Porträt der Christina von Dänemark                                                                        | Christina von Dänemark / Hans Holbein der Jüngere / Heinrich VIII                            | 0:58  | Podcast • |
| 448      | 24.04.2024 | Die Phenol-Verschwörung                                                             | Eine Geschichte über Desinfektion, Schallplatten, Kunststoffe und Explosionen                                                      | Phenol / Die große Phenol-Verschwörung / Thomas Alva Edison                                  | 0:48  | Podcast • |
| 449      | 01.05.2024 | Die Wiederentdeckung der Moriori                                                    | Eine Geschichte über ein pazifistisches Volk im Südpazifik                                                                         | Moriori / Maori                                                                              | 0:59  | Podcast • |
| 450      | 08.05.2024 | Tudor und der Eishandel                                                             | Eine Geschichte über gefrorenes Wasser aus Boston in der Karibik                                                                   | Frederic Tudor / Natureis                                                                    | 0:47  | Podcast • |
| 451      | 15.05.2024 | Eine kleine Geschichte der verlorenen Bücher                                        | Eine Geschichte über verbrannte Bücher und zerstörte Bibliotheken                                                                  | Fahrenheit 451 / Bücherverbrennung                                                           | 0:55  | Podcast • |
| 452      | 22.05.2024 | Der erste Mensch im All                                                             | Eine Geschichte über die ersten bemannten Weltraummissionen                                                                        | Juri Gagarin / Liste der bemannten Raumflüge#1960er                                          | 0:59  | Podcast • |
| FGAG15   | 26.05.2024 | Der GAG-Effekt                                                                      | Eine Feedbackfolge mit reichlich Post aus aller Welt, diversen Korrekturen und Ergänzungen                                         |                                                                                              | 1:15  | Podcast • |
| 453      | 29.05.2024 | Pemmikan und der Pelzhandel in Nordamerika                                          | Eine Geschichte darüber, wie Pemmikan zum Treibstoff des kanadischen Pelzhandels wurde                                             | Pemmikan / Pemmikan-Krieg / Pelzhandel in Nordamerika                                        | 0:59  | Podcast • |
| 454      | 05.06.2024 | Geniale Gehirne                                                                     | Eine Geschichte über den Beginn der modernen Hirnforschung                                                                         | Geschichte der Hirnforschung                                                                 | 0:50  | Podcast • |
| 455      | 12.06.2024 | Das Unternehmen Pastorius                                                           | Eine Geschichte über eine Sabotageaktion in den USA während des Zweiten Weltkriegs                                                 | Unternehmen Pastorius                                                                        | 1:00  | Podcast • |
| 456      | 19.06.2024 | Bierkriege – Tatort Geschichte Crossover                                            | Eine Geschichte über Bierpreiserhöhungen und soziale Unruhen                                                                       | Bierkrieg                                                                                    | 1:15  | Podcast • |
| 457      | 26.06.2024 | Die Ermordung des Burgunderherzogs                                                  | Eine Geschichte über Aufstieg und Fall des Burgunderreichs                                                                         | Burgundische Geschichte#Reich der Herzöge von Valois-Burgund (1363–1477) / Johann Ohnefurcht | 0:49  | Podcast • |
| 458      | 03.07.2024 | Wie wir die Nacht zum Tag machten                                                   | Eine Geschichte über künstliche Beleuchtung                                                                                        | Geschichte der Beleuchtung                                                                   | 1:05  | Podcast • |
| FGAG16   | 07.07.2024 | Über Toilettengang im All, die Métis-Fiddle und Belletristik zu berühmten Hirnen    | Eine Feedbackfolge mit jeder Menge Post, vielen spannenden Ergänzungen und einigen Korrekturen                                     |                                                                                              | 1:38  | Podcast • |
| 459      | 10.07.2024 | Eine Kaiserin für Brasilien                                                         | Eine Geschichte über Leopoldine von Habsburg und das Haus Braganza                                                                 | Maria Leopoldine von Österreich / Haus Braganza / Kaiserreich Brasilien                      | 0:43  | Podcast • |
| 460      | 17.07.2024 | Lorenzo Da Ponte oder Wie ein Librettist entsteht                                   | Eine Geschichte über den Librettisten Mozarts, dessen Leben eigentlich drei hätten sein können                                     | Lorenzo Da Ponte                                                                             | 1:01  | Podcast • |
| 461      | 24.07.2024 | Das längste Autorennen der Welt                                                     | Eine Geschichte über pferdelose Kutschen und wie sie populär wurden                                                                | Das Autorennen von New York nach Paris 1908                                                  | 0:55  | Podcast • |
| 462      | 31.07.2024 | Die Schlacht an den Thermopylen oder Das erste letzte Gefecht der Geschichte        | Eine Geschichte über die Perserkriege und eine ihrer berühmtesten Schlachten                                                       | Schlacht an den Thermopylen                                                                  | 1:11  | Podcast • |
| 463      | 07.08.2024 | Die Erfindung der Glühlampe                                                         | Eine Geschichte über Theaterbrände und die Elektrifizierung der Welt                                                               | Ringtheaterbrand / Elektrifizierung                                                          | 0:48  | Podcast • |
| 464      | 14.08.2024 | Die Entstehung des Central Parks                                                    | Eine Geschichte über die Gründung eines ikonischen Bauwerks                                                                        | Central Park                                                                                 | 1:01  | Podcast • |
| 465      | 21.08.2024 | Wie Aluminium entdeckt wurde                                                        | Eine Geschichte über das Metall der Moderne                                                                                        | Aluminium                                                                                    | 0:46  | Podcast • |
| 466      | 28.08.2024 | Julia Felix und das Ende Pompejis                                                   | Eine Geschichte über eine römische Unternehmerin                                                                                   | Julia Felix / Pompeji                                                                        | 0:58  | Podcast • |
| 466extra | 01.09.2024 | Extra: A chat with Dr. Emma Southon on 21 women who shaped Roman History            | An interview on Julia Felix and the largely unknown women of ancient Rome.                                                         |                                                                                              | 1:05  | Podcast • |
| 467      | 04.09.2024 | Das Leben der Lucrezia Borgia                                                       | Eine Geschichte über eine Renaissancefürstin und Papsttochter                                                                      | Lucrezia Borgia                                                                              | 0:48  | Podcast • |
| 468      | 11.09.2024 | Arabia Felix oder Die Dänisch Arabische Expedition                                  | Eine Geschichte über eine katastrophale Expedition mit erfolgreichem Ausgang                                                       | Arabische Reise                                                                              | 0:59  | Podcast • |
| 469      | 18.09.2024 | Diebstahl der Mona Lisa                                                             | Eine Geschichte über das berühmteste Kunstwerk der Welt                                                                            | Mona Lisa#Diebstahl                                                                          | 0:53  | Podcast • |
| 470      | 25.09.2024 | Alexis Soyer – Koch, Innovator und Philanthrop                                      | Eine Geschichte über eine schillernde Persönlichkeit des viktorianischen Englands                                                  | Alexis Soyer                                                                                 | 1:02  | Podcast • |
| 471      | 02.10.2024 | Karl XII. und das Ende des Schwedischen Reichs                                      | Eine Geschichte über den Großen Nordischen Krieg                                                                                   | Karl XII. / Großer Nordischer Krieg                                                          | 0:49  | Podcast • |
| 472      | 09.10.2024 | Die Antoninische Pest                                                               | Eine Geschichte über die vielleicht erste Pandemie der Welt                                                                        | Antoninische Pest                                                                            | 0:56  | Podcast • |
| FGAG17   | 13.10.2024 | Das Sommerspecial                                                                   | Eine längst überfällige Feedback- und Postfolge                                                                                    |                                                                                              | 2:42  | Podcast • |
| 473      | 16.10.2024 | Die Erfindung der Lochkarte                                                         | Eine Geschichte über Jacquardwebstühle und Hollerith-Maschinen                                                                     | Jacquardwebstuhl / Lochkarte                                                                 | 0:56  | Podcast • |
| 474      | 23.10.2024 | Eine kleine Geschichte des Zeitreisens                                              | Eine Geschichte über die Ursprünge und Auswirkungen des Zeitreisens                                                                | Die Zeitmaschine / H. G. Wells / Zeitreise                                                   | 0:54  | Podcast • |
| 475      | 30.10.2024 | Eine kleine Geschichte des Anzugs                                                   | Eine Geschichte über das einflussreichste Kleidungsstück der Moderne                                                               | Cutaway / Stresemann / Smoking / Frack                                                       | 0:55  | Podcast • |
| 476      | 06.11.2024 | Boabdil und das Ende Granadas                                                       | Eine Geschichte über den letzten König des letzten islamischen Königreichs Europas                                                 | Boabdil                                                                                      | 1:01  | Podcast • |
| 477      | 13.11.2024 | Kleine Geschichte des Artensterbens                                                 | Eine Geschichte über Endlinge und Georges Cuvier                                                                                   | Georges Cuvier / Artensterben                                                                | 0:48  | Podcast • |
| FGAG18   | 17.11.2024 | Über Lochkarten, Anzüge und die Faszination Alhambra                                | Eine relativ pünktliche Feedbackfolge über Anzüge, Zeitreisen und Post aus aller Welt                                              |                                                                                              | 1:35  | Podcast • |
| 478      | 20.11.2024 | Das Königreich Ryukyu                                                               | Eine Geschichte über das Venedig des Ostchinesischen Meers                                                                         | Königreich Ryūkyū                                                                            | 0:59  | Podcast • |
| 479      | 27.11.2024 | Über einen, der alles wusste – Athanasius Kircher                                   | Eine Geschichte über einen Jesuitenpater in der Zeit des Dreißigjährigen Kriegs                                                    | Athanasius Kircher                                                                           | 0:48  | Podcast • |
| 480      | 04.12.2024 | Kein Klecks – die Erfindung des Kugelschreibers                                     | Eine Geschichte über das meistgenutzte Schreibgerät der Geschichte                                                                 | Kugelschreiber                                                                               | 0:59  | Podcast • |
| 481      | 11.12.2024 | Zwei Hochzeiten und zwei Todesfälle                                                 | Eine Geschichte über Agnes Bernauer, Sophie Dorothea und die Königsmarck-Affäre                                                    | Agnes Bernauer / Königsmarck-Affäre                                                          | 0:48  | Podcast • |
| 482      | 18.12.2024 | Sarawak und die Dynastie der Weißen Rajahs                                          | Eine Geschichte über ein britisch geführtes Königreich auf Borneo                                                                  | Königreich Sarawak                                                                           | 1:00  | Podcast • |
| 483      | 25.12.2024 | Bounty, Brotfrucht und die Rum-Rebellion                                            | Eine Geschichte über William Bligh                                                                                                 | William Bligh / Rum-Rebellion                                                                | 0:46  | Podcast • |

## 2025
| Nr.    | Datum      | Titel                                                                          | Untertitel                                                                                              | Thema                                                                            | Dauer | Links     |
| ------ | ---------- | ------------------------------------------------------------------------------ | --- | -------------------------------------------------------------------------------- | ----- | --------- |
| 484    | 01.01.2025 | Emil Berliner und die Erfindung der Musikindustrie                             | Eine Geschichte über die Anfänge der Tonaufnahme                                                        | Emil Berliner                                                                    | 0:58  | Podcast • |
| 485    | 08.01.2025 | Eine kleine Geschichte des Experiments                                         | Eine Geschichte über fallende Dinge, Lichtgeschwindigkeit und den Äther                                 | Experiment / Pechtropfenexperiment / Schiefe Ebene / Michelson-Morley-Experiment | 0:49  | Podcast • |
| 486    | 15.01.2025 | Professor Porta und das Ende der Welt                                          | Eine Geschichte über wissenschaftsbasierte Prophezeiungen                                               |                                                                                  | 0:51  | Podcast • |
| 487    | 22.01.2025 | Kurze Geschichte der Tomate                                                    | Eine Geschichte über das weltweit meistkonsumierte Gemüse                                               | Tomate                                                                           | 0:57  | Podcast • |
| 488    | 29.01.2025 | Hokusai und die Große Welle                                                    | Eine Geschichte über das wahrscheinlich bekannteste Bild eines asiatischen Künstlers                    | Die große Welle vor Kanagawa                                                     | 1:00  | Podcast • |
| 489    | 05.02.2025 | Ein Konzil, ein Papst und ein Bücherjäger                                      | Eine Geschichte über das Konzil von Konstanz                                                            | Konzil von Konstanz / Abendländisches Schisma / Poggio Bracciolini               | 0:53  | Podcast • |
| 490    | 12.02.2025 | Eunus und der erste Sklavenkrieg                                               | Eine Geschichte über einen Sklavenaufstand in Sizilien                                                  | Eunus                                                                            | 0:53  | Podcast • |
| FGAG19 | 16.02.2025 | Über die Große Welle, Planetenkonstellationen und Kugelschreiber               | Ein weiterer Feedgag zu den letzten zehn Folgen und unserem Posteingang                                 |                                                                                  | 2:03  | Podcast • |
| 491    | 19.02.2025 | Die Dreyfus-Affäre                                                             | Eine Geschichte über einen ungeheuerlichen Justizskandal                                                | Dreyfus-Affäre                                                                   | 0:58  | Podcast • |
| 492    | 26.02.2025 | Eine kleine Geschichte der Hygiene                                             | Eine Geschichte über Reinlichkeit, Insektenbefall und öffentliches Baden                                | Hygiene                                                                          | 1:07  | Podcast • |
| 493    | 05.03.2025 | Kernspaltung und Schwerwasser-Sabotage                                         | Eine Geschichte über Kernforschung vor und während des Zweiten Weltkriegs                               | Norwegische Schwerwasser-Sabotage                                                | 0:50  | Podcast • |
| 494    | 12.03.2025 | Der Serumlauf nach Nome                                                        | Eine Geschichte über das Great Race of Mercy                                                            | Diphtherieepidemie in Nome                                                       | 0:57  | Podcast • |
| 495    | 19.03.2025 | Das Bandoneon und der Tango                                                    | Eine Geschichte über ein Instrument aus dem Erzgebirge, das nach Tango klingt                           | Bandoneon                                                                        | 0:54  | Podcast • |
| FGAG20 | 23.03.2025 | Über neue GAG-Tools, Balto und jede Menge Post                                 | |                                                                                  | 1:30  | Podcast • |
| 496    | 26.03.2025 | Sophie Germain                                                                 | Eine Geschichte über eine herausragende Mathematikerin – die sich alles selbst beibrachte               | Sophie Germain                                                                   | 1:00  | Podcast • |
| 497    | 02.04.2025 | Drais und die Laufmaschine                                                     | Eine Geschichte über einen adligen Erfinder                                                             | Karl von Drais                                                                   | 0:58  | Podcast • |
| 498    | 09.04.2025 | Eine kleine Geschichte des Grimoires                                           | Eine Geschichte über die Bedeutung von Zauberbüchern                                                    | Grimoire                                                                         | 1:05  | Podcast • |
| 499    | 16.04.2025 | Die wendungsreiche Karriere eines deutschen Revolutionärs in den USA           | Eine Geschichte über Carl Schurz                                                                        | Carl Schurz                                                                      | 0:54  | Podcast • |
| 500    | 23.04.2025 | Kleine Geschichte eines Jubiläums                                              | Wir feiern 500 Folgen mit einem Potpourri aus Fragen, Glückwünschen und Feedback                        |                                                                                  | 3:24  | Podcast • |
| 501    | 30.04.2025 | Wie die Jeans entstand                                                         | Eine Geschichte über ein Kleidungsstück das zum Symbol wurde                                            | Jeans#Geschichte                                                                 | 1:02  | Podcast • |
| 502    | 07.05.2025 | Die Fehde und Kohlhase                                                         | Eine Geschichte über Hans Kohlhase, das historische Vorbild für eine Kleist-Novelle                     | Hans Kohlhase                                                                    | 0:52  | Podcast • |
| 503    | 14.05.2025 | Die Schlacht bei Kadesch                                                       | Eine Geschichte über eine Schlacht zwischen zwei Weltreichen                                            | Schlacht bei Kadesch                                                             | 1:11  | Podcast • |
| 504    | 21.05.2025 | Ein Nashorn auf großer Tour                                                    | Eine Geschichte über Clara, Wandermenagerien und Dürers „Rhinocerus“                                    | Rhinocerus / Clara                                                               | 0:51  | Podcast • |
| 505    | 28.05.2025 | William H. Mumler, Geisterfotograf                                             | Eine Geschichte über Spiritismus und neue Technologien                                                  | William H. Mumler / Spiritismus                                                  | 0:57  | Podcast • |
| 506    | 04.06.2025 | Gerettete Kunstwerke                                                           | Eine Geschichte über NS-Raubkunst und Rose Valland                                                      | Rose Valland                                                                     | 0:51  | Podcast • |
| 507    | 11.06.2025 | Gefangen zwischen zwei Reichen – die Kowloon Walled City                       | Eine Geschichte über einen Ort, der eigentlich nicht hätte existieren dürfen                            | Kowloon Walled City                                                              | 1:00  | Podcast • |
| 508    | 18.06.2025 | HB01 – Die Jagd nach der exakten Uhrzeit & Über Vogelkot und Brot aus der Luft | Zwei Geschichten über ein schier unlösbares Problem und die Ernährung der Massen                        | Längenbestimmung / John Harrison // Guano / Haber-Bosch-Verfahren                | 1:06  | Podcast • |
| 509    | 25.06.2025 | Filmreife Flucht                                                               | Eine Geschichte über Fenians, den irischen Unabhängigkeitskampf und ein Gefängnis im Westen Australiens | Irische Republikanische Bruderschaft                                             | 0:52  | Podcast • |
| 510    | 02.07.2025 | Ludwig van Beethoven oder Wie eine Symphonie entsteht                          | Eine Geschichte über Revolution, Widerstand und Triumph                                                 | Ludwig van Beethoven / 3. Sinfonie (Beethoven)                                   | 1:03  | Podcast • |
| 511    | 09.07.2025 | Eine Prinzessin auf der Flucht                                                 | Eine Geschichte über Emily Ruete, omanisch-sansibarische Prinzessin                                     | Emily Ruete / Sansibar-Archipel#Geschichte                                       | 0:49  | Podcast • |
| 512    | 16.07.2025 | Eine kleine Geschichte der Sonnenbrille                                        | Eine Geschichte über Sonnenschutz, Identität und Rebellion                                              | Sonnenbrille#Geschichte                                                          | 1:00  | Podcast • |
| 513    | 23.07.2025 | Das Leben eines Wunderkinds                                                    | Eine Folge über den vielleicht intelligentesten Menschen der Geschichte                                 | William James Sidis                                                              | 0:53  | Podcast • |
| 514    | 30.07.2025 | Anna Komnene – Prinzessin, Intellektuelle und Historikerin                     | Eine Geschichte über eine byzantinische Historikerin                                                    | Anna Komnena                                                                     | 1:00  | Podcast • |
| 515    | 06.08.2025 | Bhagwan und Bioterror                                                          | Eine Geschichte über die Bhagwan-Bewegung in Oregon                                                     | Neo-Sannyas / Sheelas Kommune in Oregon (1981–1985)                              | 1:04  | Podcast • |
| 516    | 13.08.2025 | HB02 – Von der Warteschleife in den Tod & Mit dem Fahrrad in die Freiheit      | Zwei Geschichten über eine diplomatische Mission und eine Tour um die Welt                              | Tomé Pires // Annie Londonderry (s. Folge 52)                                    | 1:00  | Podcast • |
| 517    | 20.08.2025 | Beriberi und die Hühner                                                        | Eine Geschichte über die Spurensuche nach einer Krankheitsursache                                       | Beriberi                                                                         | 0:53  | Podcast • |